# Zabrze
Zabrze (niem.: do 1915 Zabrze, w latach 1915–1945 Hindenburg, śl. Zobrze) – miasto w Polsce na prawach powiatu położone w województwie śląskim, na Wyżynie Śląskiej, nad rzekami Kłodnicą i Bytomką. Leży na Górnym Śląsku w Górnośląskim Okręgu Przemysłowym. Jest jednym z ośrodków centralnych konurbacji górnośląskiej.
Według danych GUS z 31 grudnia 2024 roku, miasto było zamieszkiwane przez 152 461 osób, co czyniło je wówczas 22. pod względem liczby ludności miastem w Polsce.

## Położenie
Miasto Zabrze jest położone w południowo-zachodniej Polsce, w zachodniej części województwa śląskiego i Górnośląskiego Okręgu Przemysłowego (GOP), na Wyżynie Katowickiej, nad rzekami Kłodnicą i Bytomką, w dorzeczu Odry.
Według danych z 1 stycznia 2010 powierzchnia miasta wynosiła 80,4 km².
Miasto sąsiaduje z miastami Bytom, Gliwice i Ruda Śląska oraz powiatami gliwickim i tarnogórskim.
W latach 1975–1998 miasto administracyjnie należało do województwa katowickiego.

## Podział administracyjny

### Dzielnice i osiedla
17 września 2012 Rada Miejska zadecydowała o nowym podziale administracyjnym miasta. Zabrze zostało podzielone na 18 dzielnic, które stanowią jednostki pomocnicze miasta. 18 października 2021 powstały w Zabrzu 3 nowe dzielnice: Skłodowskiej-Curie, Poremba i Śródmieście.

## Demografia
Według danych GUS z 31 grudnia 2014 miasto miało 177 188 mieszkańców. W 2018 miasto liczyło 173 784 mieszkańców. Od 1991 liczba ludności Zabrza nieprzerwanie się zmniejsza.
W 1991 w Zabrzu odnotowano największą liczbę ludności – 205 789 osób.
Piramida wieku mieszkańców Zabrza w 2014.

Miasto znane jest również jako największe na Górnym Śląsku skupisko społeczności romskiej; w 2014 i 2018 roku zamieszkiwało je ok. 500 przedstawicieli tej narodowości. Cyganie w Zabrzu zasiedlają głównie kamienice przy ul. Buchenwaldczyków oraz ul. Henryka Sienkiewicza.

### Pochodzenie
Pomimo że Zabrze znajdowało się na Ziemiach Odzyskanych, powojenna ludność miasta składała się w większości z autochtonów, gdyż na tym terenie dominowała liczebnie ludność etnicznie polsko-śląska, która po 1945 roku została pozytywnie zweryfikowana narodowościowo i nie została wysiedlona. Była też duża grupa ludności polsko-śląskiej przybyłej do Zabrza z innych obszarów woj. katowickiego i z woj. opolskiego. Według prof. Leszka Kosińskiego struktura ludnościowa Zabrza w 1950 roku pod względem pochodzenia terytorialnego przedstawiała się następująco:
| Pochodzenie                 | Liczba mieszkańców | Procentowo |
| Autochtoni                  | 116 003            | 67,30%     |
| --------------------------- | ------------------ | ---------- |
| Woj. katowickie             | 18 950             | 10,99%     |
| Obszary w granicach ZSRR    | 10 323             | 5,99%      |
| Zagranica oprócz ZSRR       | 6 269              | 3,64%      |
| Woj. krakowskie             | 4 826              | 2,80%      |
| Woj. kieleckie              | 2 567              | 1,49%      |
| Woj. rzeszowskie            | 2 314              | 1,34%      |
| Woj. warszawskie z Warszawą | 2 123              | 1,23%      |
| Woj. poznańskie             | 1 315              | 0,76%      |
| Woj. opolskie               | 1 138              | 0,66%      |
| Woj. łódzkie z Łodzią       | 974                | 0,57%      |
| Woj. lubelskie              | 890                | 0,52%      |
| Woj. bydgoskie              | 647                | 0,38%      |
| Woj. białostockie           | 278                | 0,16%      |
| Woj. wrocławskie            | 208                | 0,12%      |
| Pozostali                   | 3 530              | 2,05%      |
| Ludność napływowa ogółem    | 56 352             | 32,70%     |
| Ludność ogółem              | 172 355            | 100%       |

## Nazwa
Nazwa Zadbrze (Sadbre) oznacza osadę położoną za debrami, tj. dołami, gąszczem leśnym. Wyrazy debrz, gwarowe debr, debrze to „urwiste, zarosłe wzgórza, wśród, których płynie potok” pochodzą od prasłowiańskiego *dъbrъ. Zobacz: Debrza. Przez uproszczenie Zadbrze → Zabrze można błędnie skojarzyć Zabrze z Zaborzem, jego dzielnicą, ta nazwa potwierdza tylko silne zalesienie tego terenu.
Podobne pochodzenie mają nazwy rzek: Brda (wcześniej Dba ← Drba) i Zbrzyca (←Dbrzyca) oraz nazwy miejscowe jak np. Zadebra, Debrzno.
W łacińskiej księdze Liber fundationis episcopatus Vratislaviensis (pol. Księga uposażeń biskupstwa wrocławskiego) spisanej za czasów biskupa Henryka z Wierzbna w latach 1295–1305 miejscowość wymieniona jest w zlatynizowanej formie Sadbre. Kronika ta wymienia również wsie, które w procesach urbanizacyjnych zostały wchłonięte przez późniejsze miasto i stanowią jego części bądź dzielnice jak Zaborze jako Sabors, Biskupice w formie Byscupitz, Grzybowice we fragmencie Grzibonem solvitur decima more polonico oraz Rokitnicę we fragmencie Rokytnicza in parte nostre dyocesis decima more polonico.
W alfabetycznym spisie miejscowości na terenie Śląska wydanym w 1830 we Wrocławiu przez Johanna Knie miejscowość występuje pod obecną, polską nazwą Zabrze, która używana była również w języku niemieckim jako: Zabrze (wieś), Klein Zabrze (kolonia), Zabrze Bergmännisch (zakłady górnicze). Na wniosek rady gminy z 1914, pruskim dekretem królewskim z 21 lutego 1915, zmieniono nazwę miejscowości z Zabrze na Hindenburg, aby upamiętnić marszałka Paula von Hindenburga, który z sukcesami walczył z wojskami rosyjskimi od początku I wojny światowej. Od 12 kwietnia 1920, na wniosek Międzysojuszniczej Komisji Rządzącej i Plebiscytowej, posługiwano się oficjalnie nazwą Zabrze (Hindenburg O.-S.). Po rozwiązaniu komisji w dniu 10 lipca 1922 powrócono do używania nazwy Hindenburg O.-S., jako argumentację podając, iż decyzja komisji z 1920 nigdy nie została przekazana w sposób pisemny. Urzędową nazwę Zabrze przywrócono z dniem 1 grudnia 1945, co potwierdzono na szczeblu rządowym zarządzeniem z 7 maja 1946 (z mocą od 19 maja 1946).

## Historia

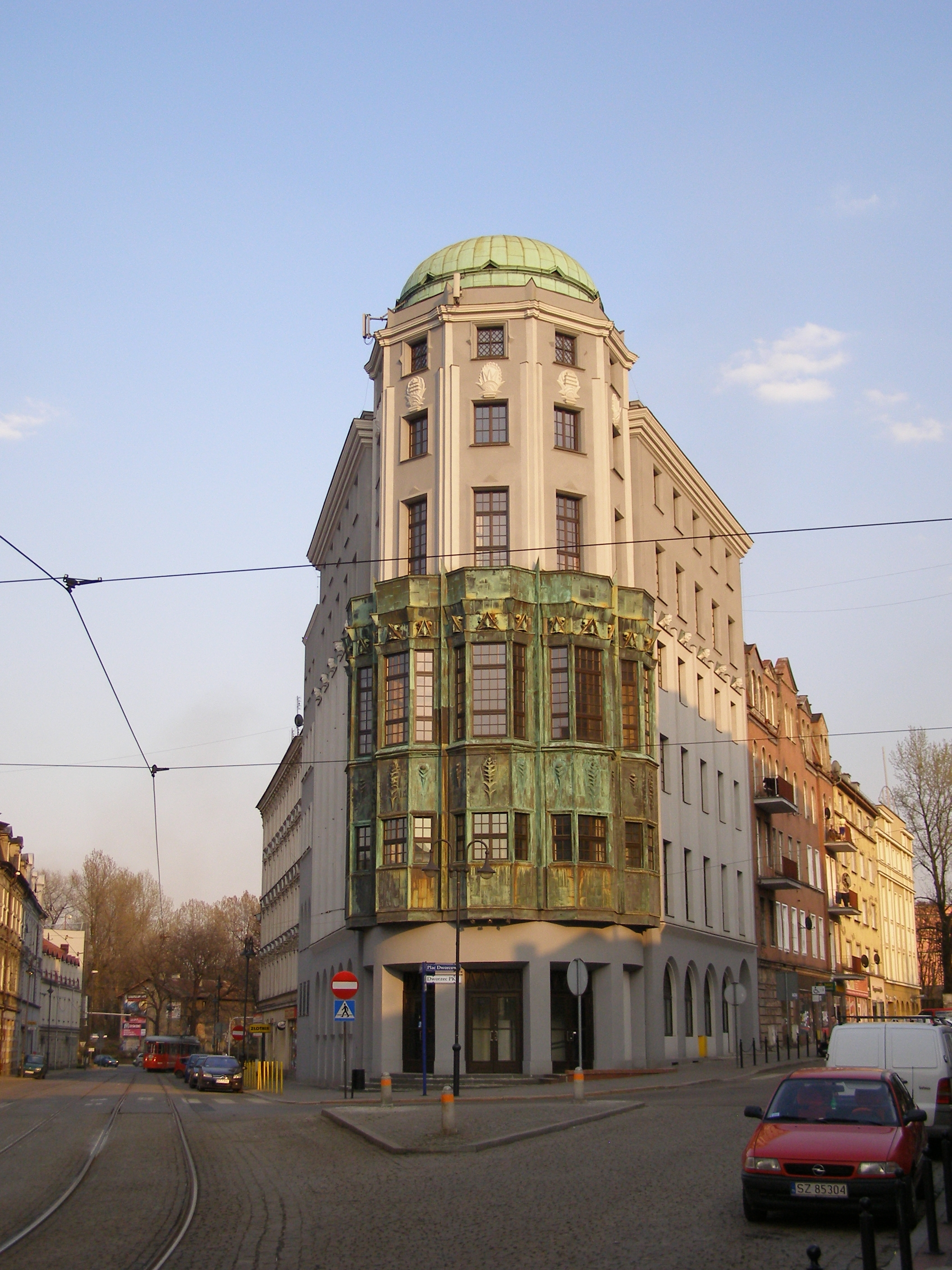
Dawny Hotel Admiralspalast (ul. Wolności 305)

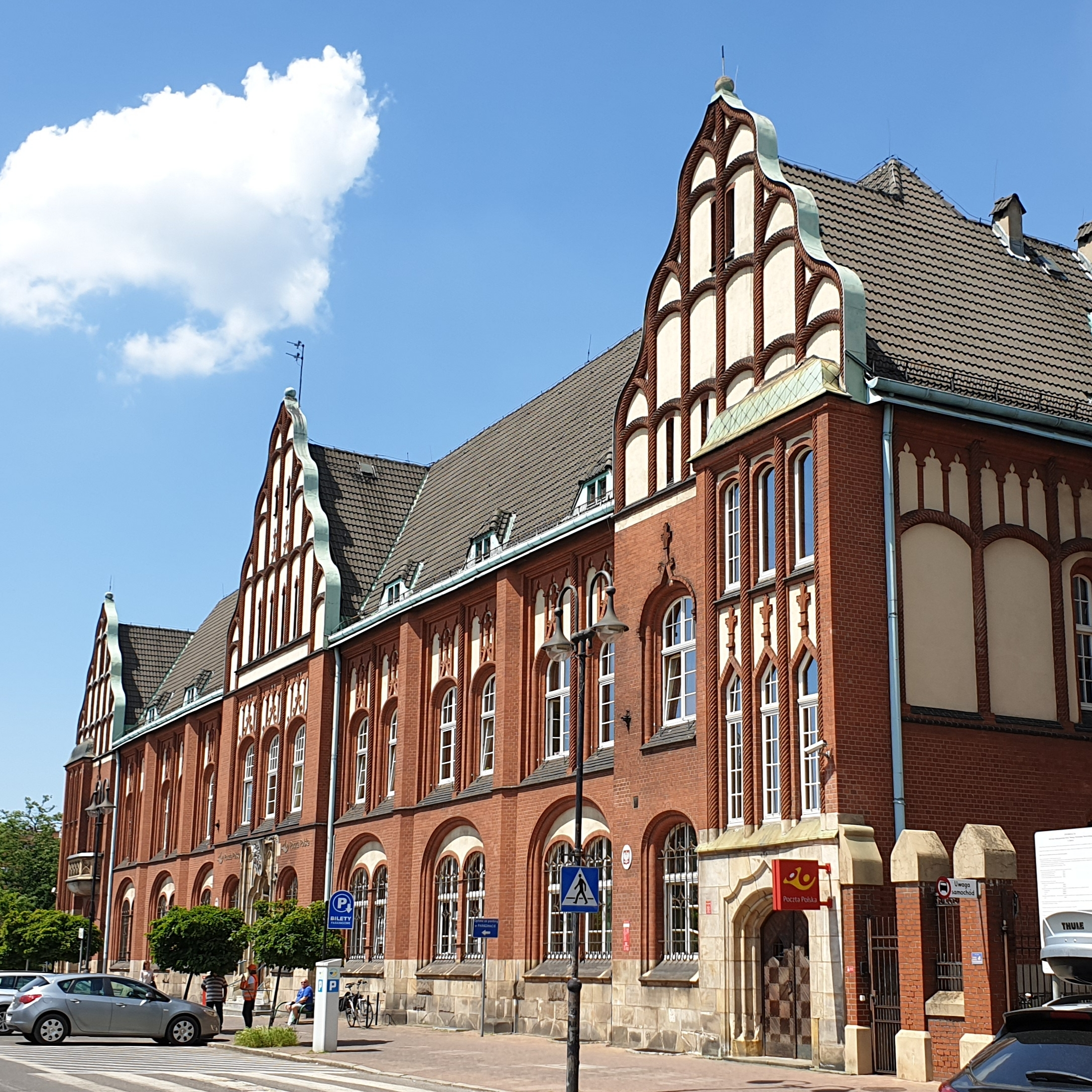
Gmach Poczty w Zabrzu (UP Zabrze 1, pl. Dworcowy 1)

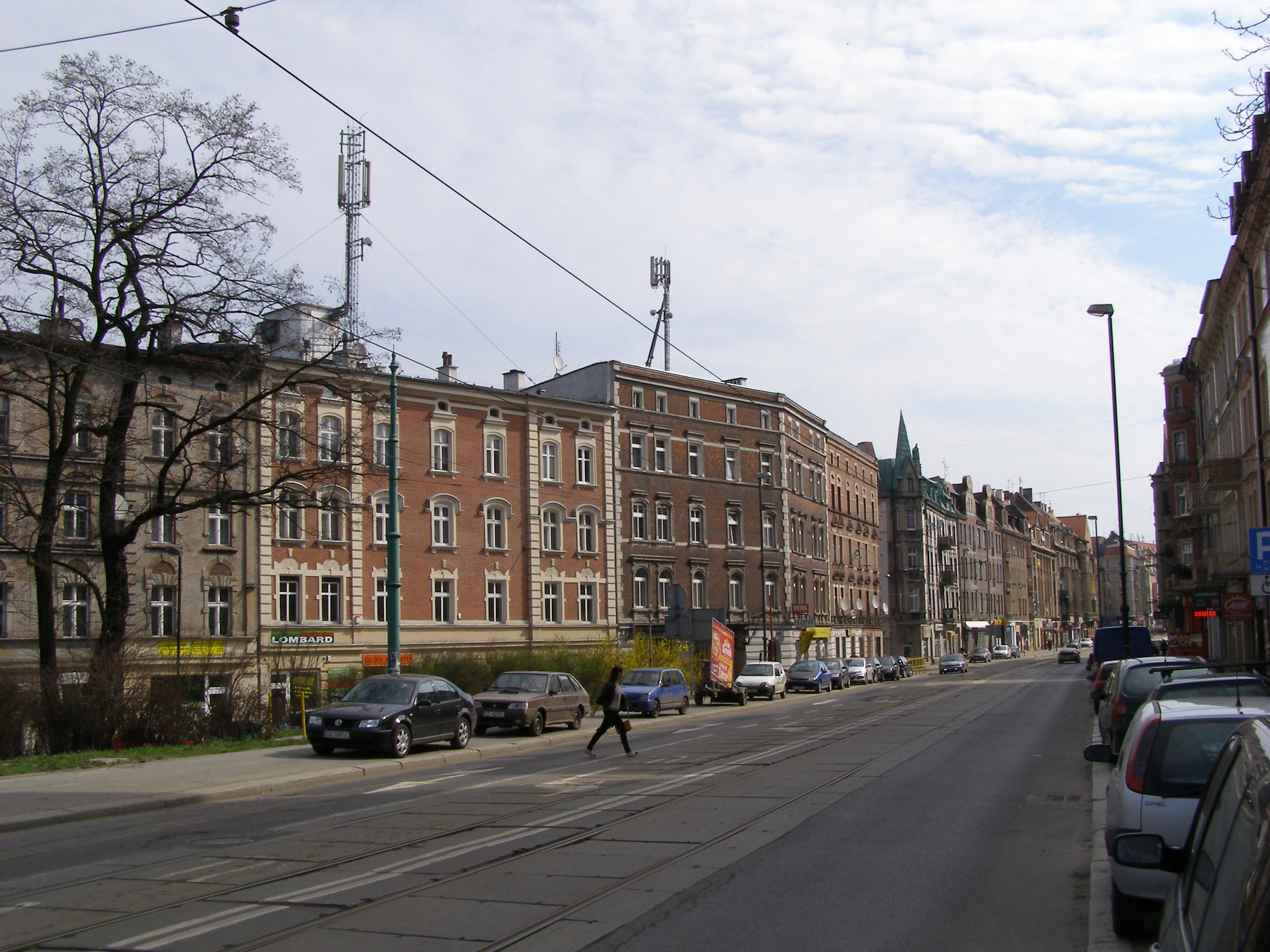
Zabrze – kamienice przy ul. Wolności 246–248 i ul. Staromiejskiej 2–4

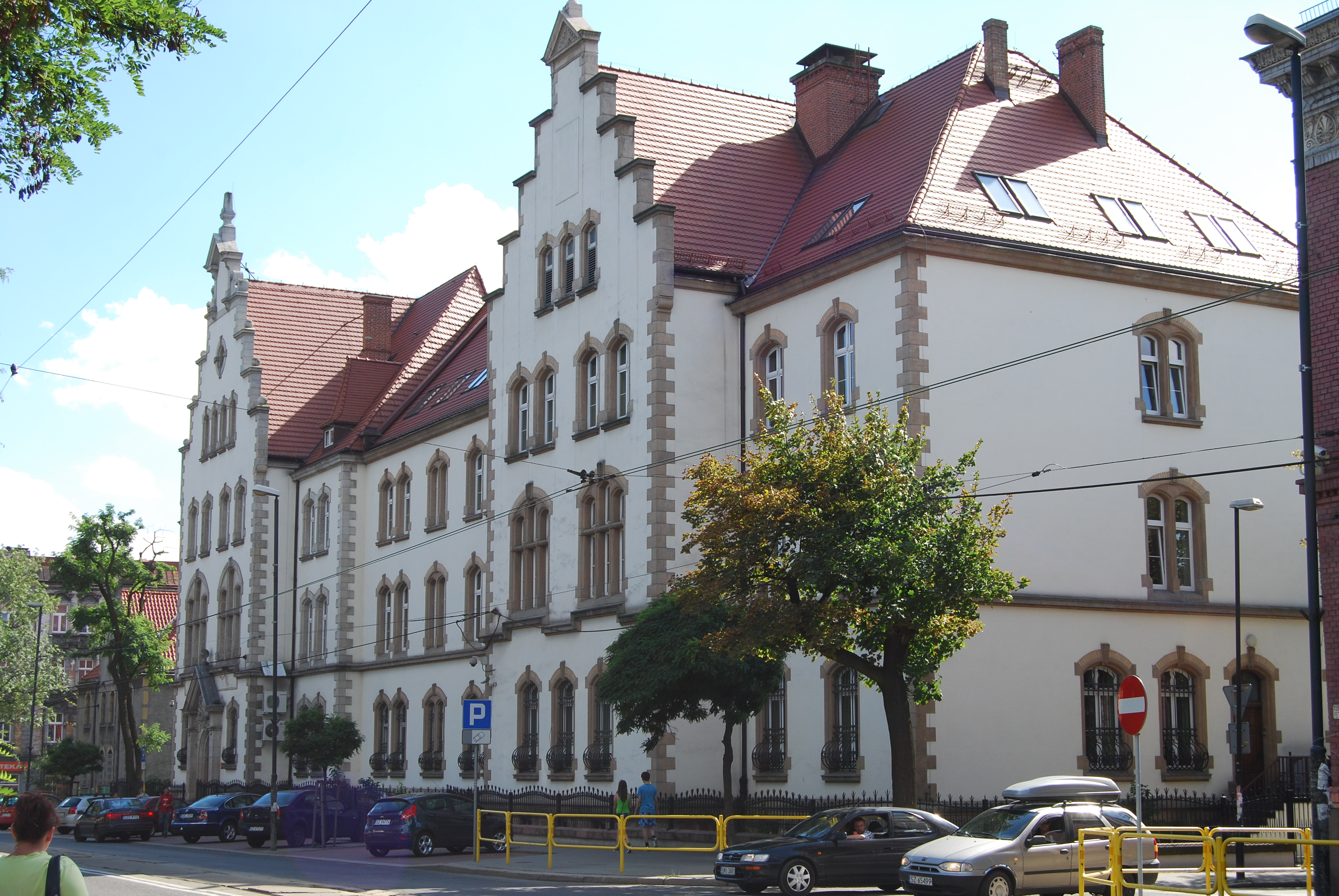
Sąd Rejonowy w Zabrzu (ul. 3 Maja 21)

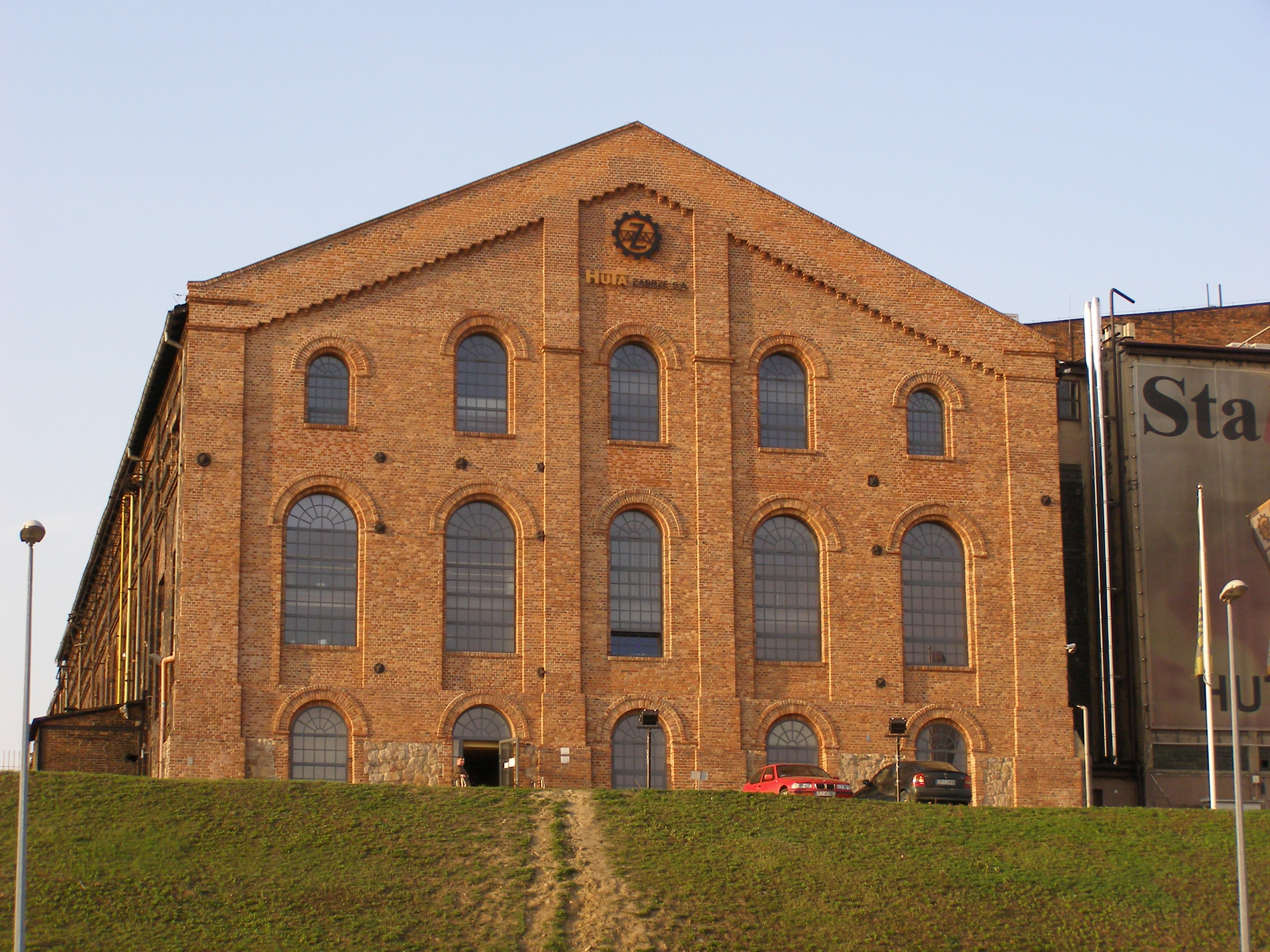
Hala dawnej huty „Zabrze” / Huty Donnersmacka

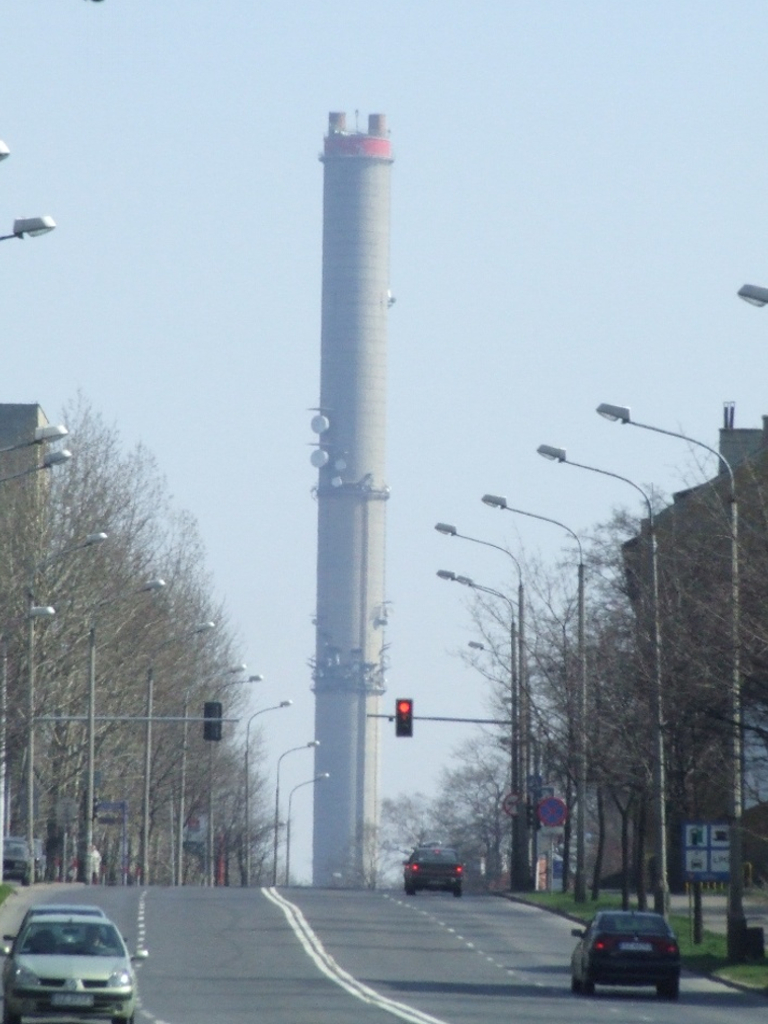
Aleja Bohaterów Monte Cassino z widokiem na komin Elektrociepłowni Fortum Zabrze

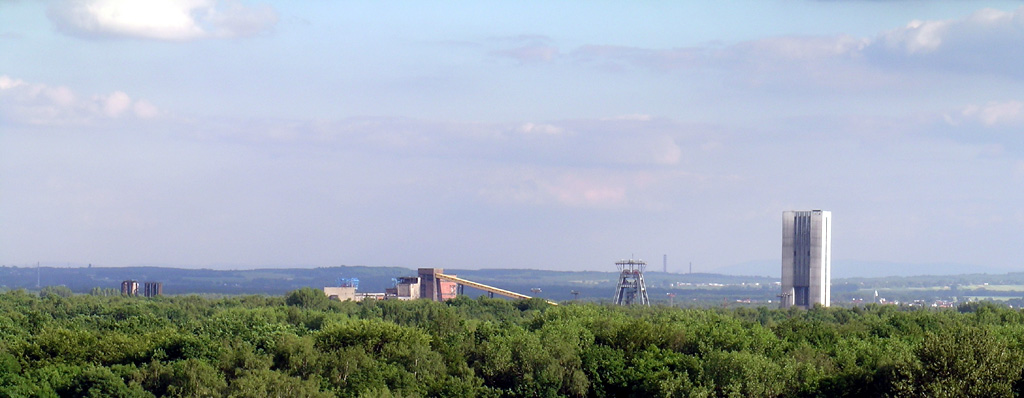
Panorama z widokiem na KWK „Makoszowy”

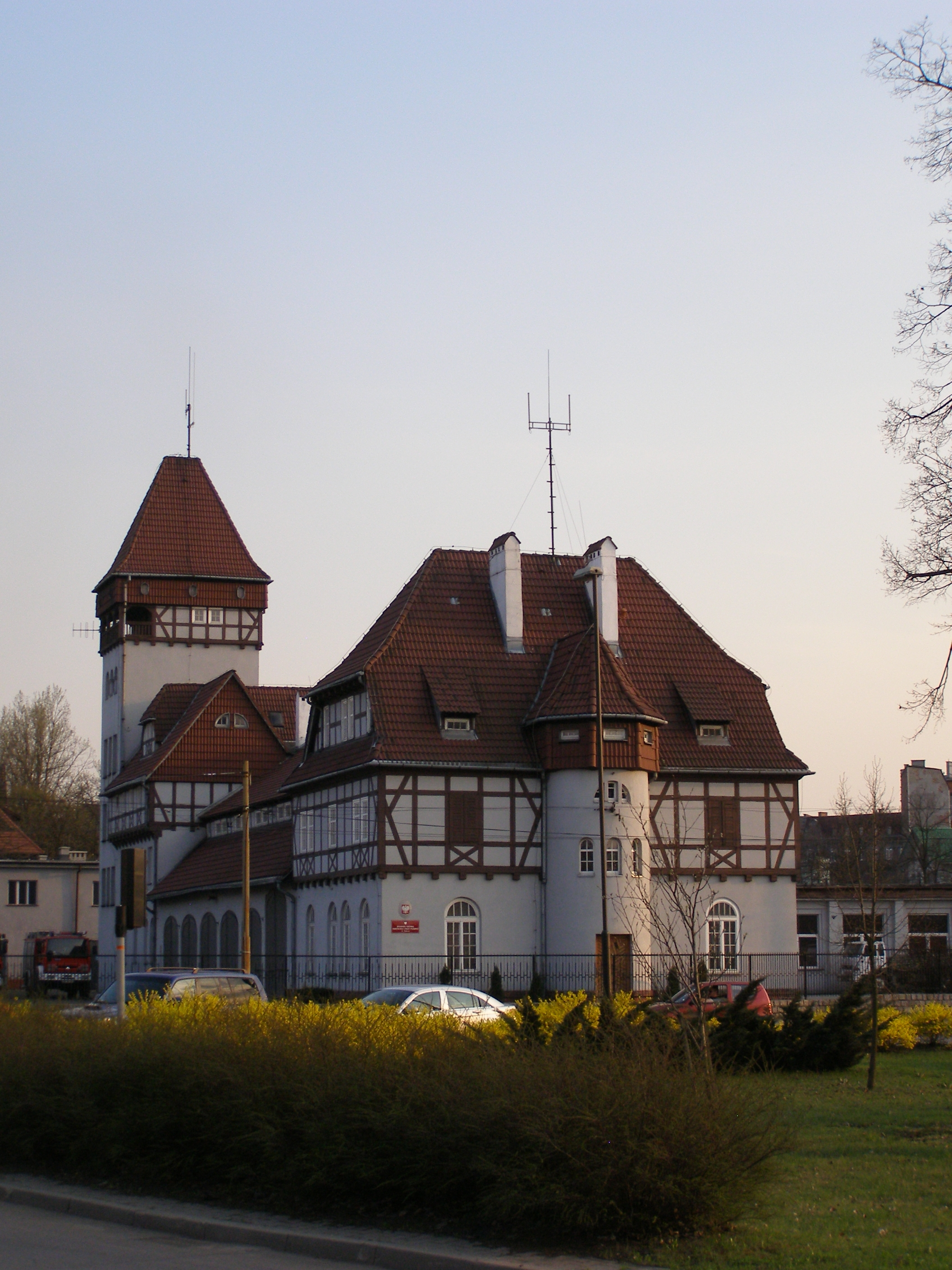
Komenda Miejska Państwowej Straży Pożarnej (dawna straż pożarna Huty Donnersmarcka, ul. Stalmacha 22)

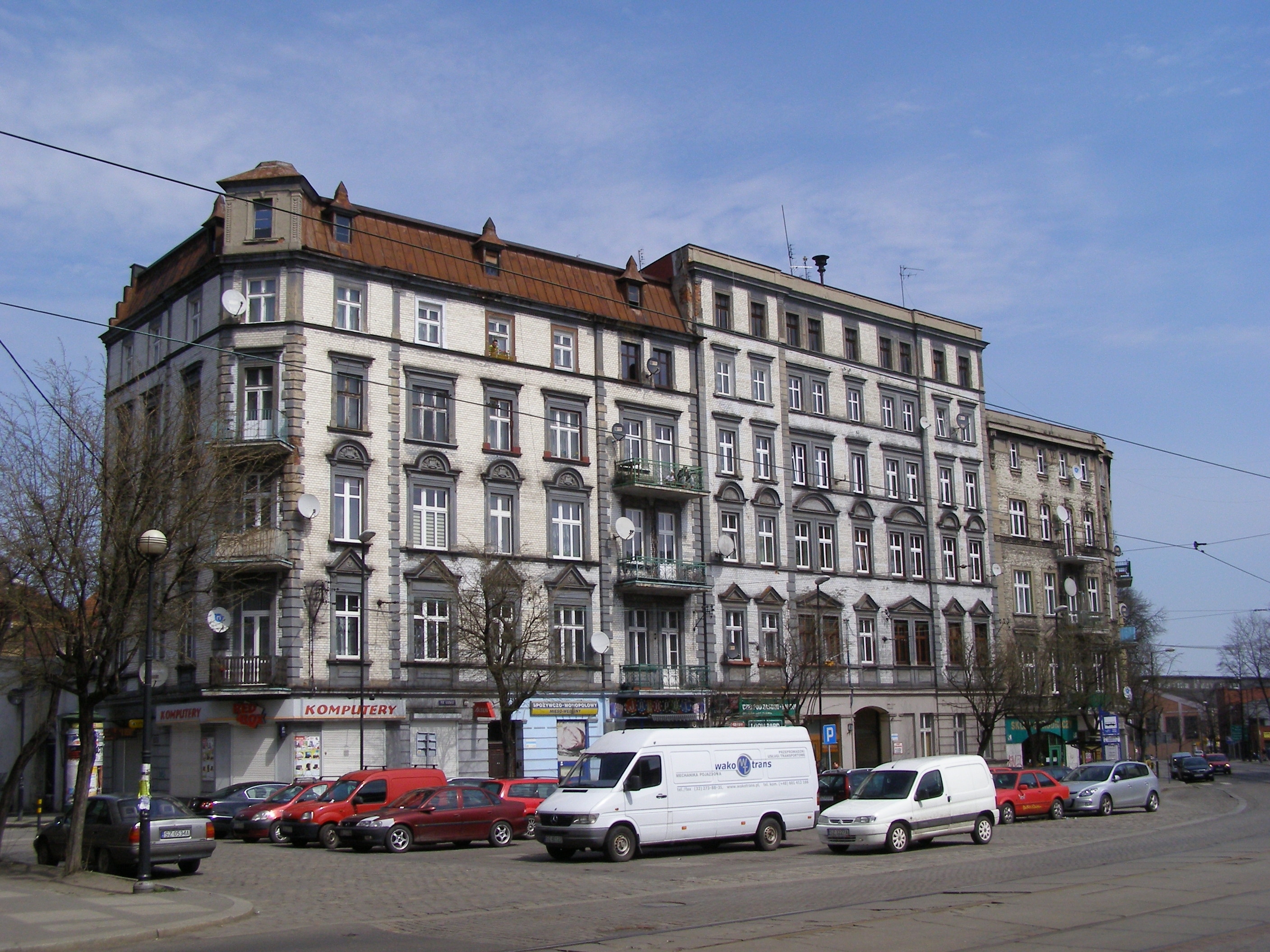
Północna pierzeja placu Krakowskiego

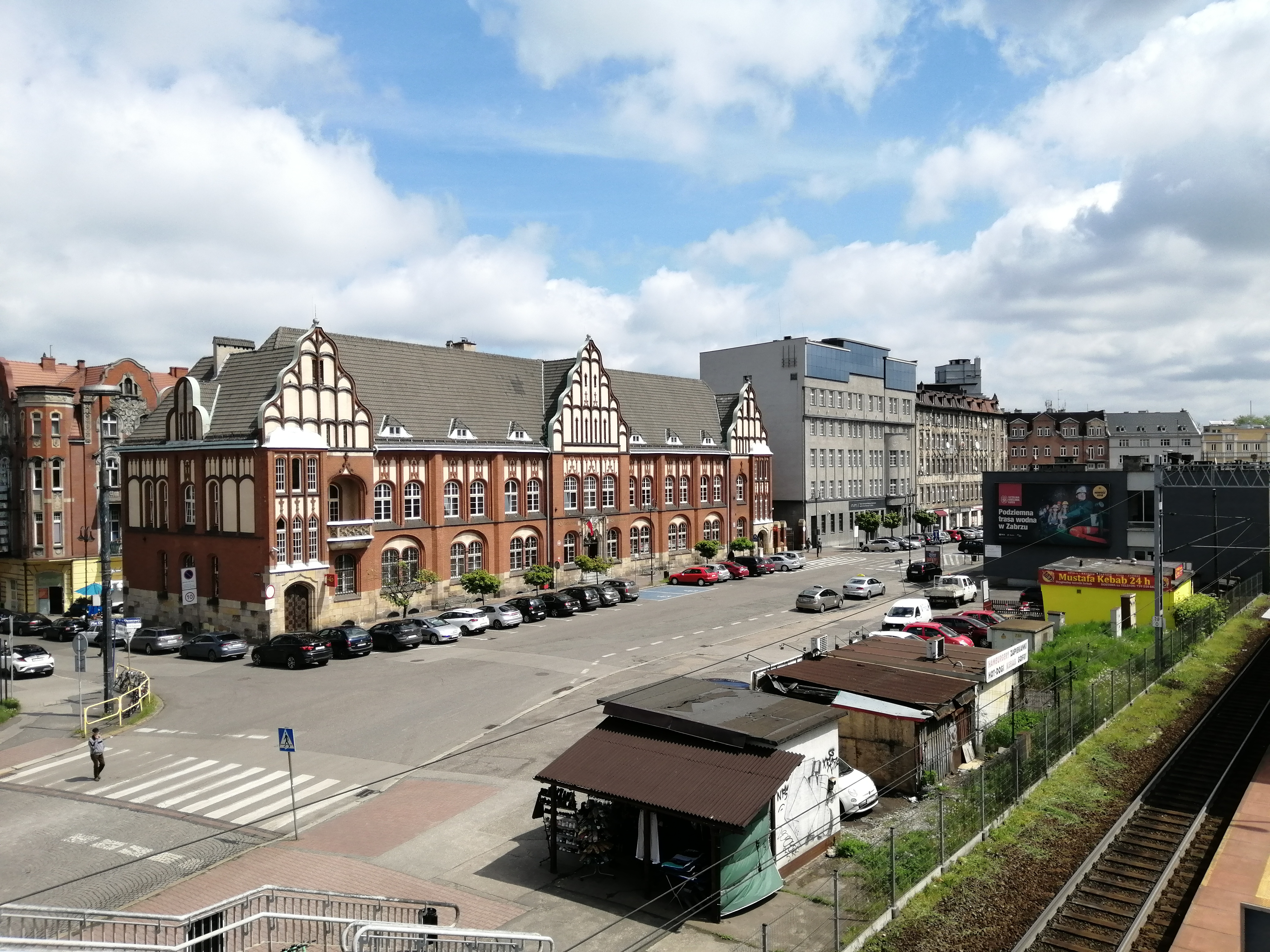
Plac Dworcowy

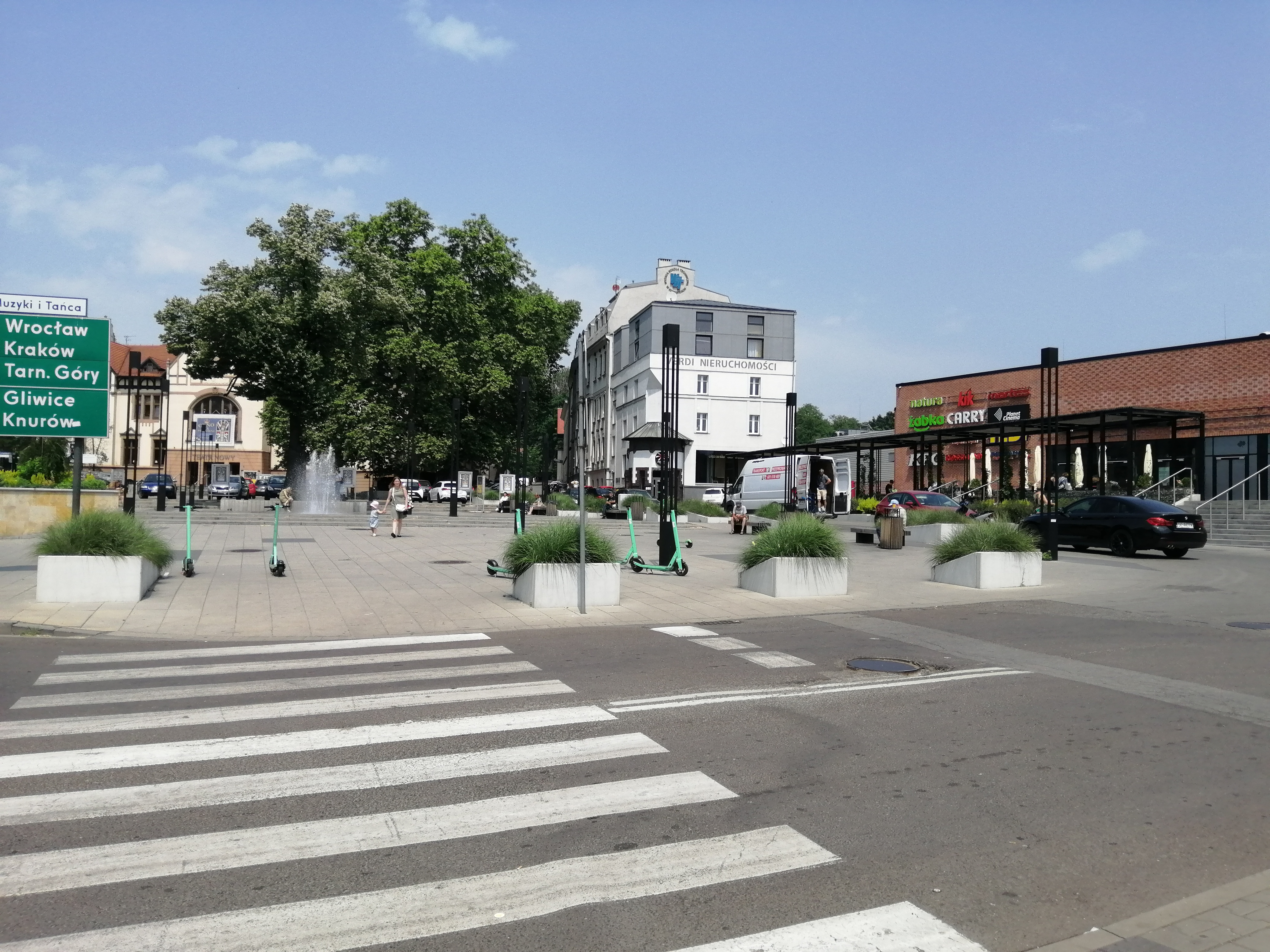
Północno-wschodnia część placu Teatralnego

- osady istniały tu przed najazdem Mongołów
- 1243
  - pierwsza wzmianka o Biskupicach, osadzie na terenie dzisiejszego Zabrza
  - 25 marca – wystawienie przez księżną kaliską Wiolę dokumentu, w którym zrzeka się na rzecz biskupa wrocławskiego prawa poboru daniny i innych opłat z ville [...] Biscupici dicitur cirka Bitom (tj. wsi zwanej Biskupice koło Bytomia

- 1260 – rozszerzenie przez księcia opolskiego Władysława przywilejów, nadanych biskupowi wrocławskiemu w 1243. Obejmowało m.in. prawo do poszukiwania na tym terenie rud srebra i ołowiu[26]. Przyczyniło się to do zwiększenia osadnictwa w rejonie Biskupic

- 1295–1305
  - pierwsza wzmianka o Zabrzu (Sadbre sive Cunczindorf, gdzie Sadbre interpretowane jest jako miejsce za debrami – zarośniętymi dołami z płynącym wśród wzgórz strumieniem; sive to łacińskie „albo”, a Cunczindorf jest interpretowane jako „wieś Konradów”); w dokumencie Rejestr Ujazdu części Liber fundationis episcopatus Wratislawiensis (Księga uposażeń biskupstwa wrocławskiego), dokument wymienia wśród innych osad: Biskupice, Zaborze, Grzybowice[13]
  - sołtys tworzy osadę, chłopi wolni od podatków, tereny przydzielone osadnikom – po 60 łanów

- 1548 - biskup wrocławski Baltazar von Promnitz wydał w Nysie przywilej górniczy dla terenów Biskupic, Zabrza, Rudy i Sośnicy, a prawo do wydobywania rud w Biskupicach i okolicy (w tym i w Zabrzu) otrzymali bracia Mikołaj i Jan Birawscy[26].
- 1570 – właścicielem Zabrza został czeski szlachcic Szambor Dluhomil, który po zagarnięciu części ziemi chłopskiej założył alodium z drewnianym dworem
- 1639 – w okresie wojny trzydziestoletniej w Zabrzu i Sośnicy wojska Ernsta von Mansfelda grabią żywność
- 1642 – nowym właścicielem został Aleksander Bielski, który na miejscu drewnianego zbudował murowany piętrowy dwór, stajnie, owczarnię, słodownię i gorzelnię
- 1672 – Zabrze zamieszkiwało jedynie 34 gospodarzy[13]
- 1675 – nabycie dóbr zabrzańskich przez kanclerza księstwa opolsko-raciborskiego, barona Jerzego Welczka (Wilczka). Działalność Welczka i jego następców (wśród nich m.in. Bernhard III hrabia von Praschma) przyczyniła się do rozwoju gospodarczego tych terenów. W Zabrzu powstał browar, młyny wodne, tartaki
- 1731 – przy obecnej ul. Kondratowicza istniała kolonia nazywana Zabrzer Hammer (Kuźnica)
- 1743 – utworzenie w ramach wprowadzania nowego podziału administracyjnego Śląska powiatu bytomskiego. W jego skład weszły: Biskupice, Grzybowice, Makoszowy, Mikulczyce, Rokitnica, Zaborze i Zabrze wraz z istniejącymi w tym czasie koloniami i przysiółkami
- 1749 – właścicielami Zabrza zostaje ród Duninów
- 1769–1790 – właścicielem dóbr zabrzańskich jest Mathias von Welczek[13] (Maciej Wilczek). W trakcie tzw. kolonizacji fryderycjańskiej założył on szereg nowych osad wokół Zabrza: Maciejów (od imienia założyciela), Dorota (od imienia jego żony) i Pawłów (od imienia syna)[26]. W pobliżu zabrzańskiego dworu powstała następnie kolonia, nazywana początkowo Sand Kolonie (Kolonia Piaskowa) bądź Schloss Kolonie (Kolonia Zamkowa). Z czasem uzyskała urzędową nazwę Klein Zabrze, czyli Małe Zabrze. Jako ostatnią utworzono osadę Kończyce, nazwane tak od nazwy miejscowości Kończyce Wielkie na Śląsku Cieszyńskim, skąd pochodzili przodkowie tej gałęzi Wilczków[26]. Następuje rozwój hutnictwa: w spisie 14 wielkich pieców z odlewniami żeliwa na Górnym Śląsku, sporządzonym w 1774 r., figuruje również Zabrze[26].
- 1790 – odkrycie przez Salomona Isaaca z Brabancji na pograniczu dzielnic Zaborze i Pawłów łatwych w eksploatacji złóż węgla kamiennego o grubości 1 metra
- 1792–1822 – budowa Kanału Kłodnickiego. Jego przedłużenie, Kanał Sztolniowy, wybudowany w latach 1801–1812 w dolinie Bytomki, dotarł do Zabrza[26].

- 1793
  - powstanie chłopskie
  - według spisu z tego roku Zabrze obejmowało: majątek ziemski, kościół, szkołę, 34 chłopów, 6 zagrodników, 2 młyny, 32 pracowników najemnych – łącznie 305 mieszkańców; Małe Zabrze: kolonię 12 zagród z 31 mieszkańcami; Zaborze: majątek ziemski, 15 chłopów, 7 zagrodników, 14 pracowników najemnych
- 1796 – uruchomienie pierwszej zabrzańskiej kopalni państwowej Królowa Luiza (początek budowy 1790). Na przełomie XIX i XX w. obszar pola górniczego kopalni wynosił 19 km², wydobywano 3 mln ton węgla rocznie, a zatrudniano ok. 8 tys. robotników
- 1797 – uruchomienie kopalni Amalia, zlikwidowanej na rzecz Concordii
- 1799 – rozpoczęto budowę Głównej Kluczowej Sztolni Dziedzicznej do odwadniania kopalń z całego regionu, a potem do spławu węgla. Jej ujście na powierzchnię połączono z Kanałem Sztolniowym.
- 1819–1830 – budowa Kronprinzstrasse (Drogi Następcy Tronu) łączącej Królewską Hutę z Gliwicami. Na odcinku od Poremby do Maciejowa dała ona początek dzisiejszej ul. Wolności
- 1826 – kupno całego dominium zabrzańskiego przez byłego starostę bytomskiego, hrabiego Karola Łazarza Henckla von Donnersmarcka[13]
- 1843 – uruchomienie kopalni Concordia
- 1845 (1 października) – otwarcie odcinka linii kolejowej z Opola do Świętochłowic przez Gliwice i Zabrze – przedłużenie trasy mającej początek we Wrocławiu. Ostatni odcinek, kończący się w Mysłowicach, oddano do użytku rok później. Równocześnie powstał dworzec kolejowy, wybudowany w polach Małego Zabrza, obecnie nieistniejący
- 1851 – ekspedycja poczty na trasie kolei górnośląskiej, ustanowienie urzędu listonosza, budowa huty Donnersmarcka
- 1852
  - uruchomienie fabryki kotłów Koetza
  - 17 stycznia – wydanie przez władze rejencji opolskiej pozwolenia na organizowanie w czwartki targów na terenie Starego Zabrza (stąd nazwa Donnerstagmarktplatz – Plac Targów Czwartkowych). W 1875 przeniesiono je w rejon placu Warszawskiego
- 1856 – otwarcie pierwszego szpitala
- 1857 – uruchomienie huty Redena
- 1859 – rozbudowa fabryki lin stalowych
- 1861 – Albert Borsig rozpoczął budowę wielkich pieców, stalowni i walcowni w Biskupicach
- 1862 – wydobycie węgla w kopalni Hedwigswunsch
- 1864 – budowa fabryki szkła
- 1868
  - uruchomienie walcowni i kuźni w zakładach Borsiga
  - budowa kopalni Ludwigsglück, późniejszej kopalni Ludwik
- 1869 – ukończono budowę Głównej Kluczowej Sztolni Dziedzicznej. Długość szlaku od Królewskiej Huty do Zabrza wyniosła 14 km.
- 1871 – spis mieszkańców; Zabrze liczy 18 250 mieszkańców: Stare Zabrze 6228, Małe Zabrze 4723, Dorota 851, a Zaborze 6448 mieszkańców
- 1872
  - przekształcenie huty Donnersmarcków w spółkę akcyjną
  - uruchomienie stalowni w zakładach Borsiga
  - wybudowanie i uroczyste poświęcenie Dużej Synagogi
- 1873 – 27 marca król Prus Wilhelm I podjął decyzję o podziale dotychczasowego powiatu bytomskiego na cztery mniejsze powiaty, co doprowadziło do utworzenie powiatu zabrskiego liczącego 2,21 mil kwadratowych (11 962 ha) i zamieszkanego przez 38 981 mieszkańców[13]. W Zabrzu było 1117 domów
- 1874 – początek wydawania tygodnika Zabrzer Kreis Blatt (od stycznia)
- 1875 – próba uzyskania praw miejskich nie powiodła się
- 1880 – uruchomienie trzech pieców martenowskich o pojemności 18 t każdy
- 1884 – uruchomienie koksowni Jadwiga w Biskupicach
- 1895 (25 sierpnia) – przekazanie do użytku tramwaju parowego
- 1896 – powstanie Miejskiej Straży Pożarnej
- 1897 – uruchomienie elektrowni
- 1900
  - otwarcie Gimnazjum im. Królowej Luizy w Zaborzu
  - zamknięto podziemną sztolnie wodną (przestała być opłacalna)
- 1900–1906 – budowa drugiej państwowej kopalni Delbrück (od 1945 KWK Makoszowy)
- 1905 – połączenie gmin Stare Zabrze, Małe Zabrze i Dorota w jedną gminę Zabrze, liczącą 54 228 mieszkańców – największą wieś ówczesnej Europy[27]
- 1915
  - 21 lutego – zmiana nazwy gminy Zabrze na Hindenburg. Nowa nazwa nawiązuje do nazwiska feldmarszałka Paula von Hindenburga, dowódcy w zwycięskiej bitwie pod Tannenbergiem[28]. Od 1918 pełna nazwa to Hindenburg O.S. (Oberschlesien) – dla odróżnienia od wschodniopruskiej gminy Hindenburg (dawniej Groß Friedrichsgraben I)
  - w koksowni Jadwiga wybudowano nową baterię koksowniczą, wieżę węglową, sortownię koksu i benzolownię
- 1918
  - październik
    - reaktywowanie Polskiego Towarzystwa Gimnastycznego „Sokół”[29]
    - powstanie polskiej Straży Obywatelskiej

  - grudzień – powstanie Związku Wojackiego, a następnie Polskiej Organizacji Wojskowej Górnego Śląska
- 1919
  - marzec
    - powstanie Towarzystwa Czytelni Ludowych, kierowanego przez ks. Stefana Szwajnocha
    - powstanie Towarzystwa Polek

  - marzec-kwiecień – pacyfikacja przez Grenzschutz polskich strajków (zabici i ranni)
  - kwiecień – powstanie Towarzystwa Oświaty na Górnym Śląsku im. św. Jacka, kierowanego przez Józefa Gołąbka
  - 16–26 sierpnia – walki I powstania śląskiego
  - październik – polska lista zdobywa w wyborach komunalnych 21 z 36 mandatów
- 1920
  - przybycie żołnierzy francuskich
  - maj – powstanie Towarzystwa Sportowego „Hart”
  - 23 maja-16 czerwca – polski strajk szkolny
  - 14 lipca – napad nacjonalistów niemieckich na artystów Opery Warszawskiej
  - 19–25 sierpnia – walki II powstania śląskiego
  - sierpień – powstaje chór męski „Moniuszko”
  - przekształcenie zakładów Borsiga w spółkę akcyjną Borsigwerk
  - listopad – powstanie Towarzystwa Śpiewu „Chopin”
- 1921
  - 20 marca – plebiscyt na Górnym Śląsku – w Zabrzu 21 233 głosów pada za Niemcami, a 14 837 za Polską[30]
  - 2 maja – zdobycie przez polską Policję Górnego Śląska kopalni Zabrze
  - do 4 maja – opanowanie przez powstańców w III powstaniu śląskim prawie całego Zabrza, a następnie opuszczenie śródmieścia na prośbę wojsk francuskich
  - 26–30 maja – prowokowanie przez Niemców walk ulicznych
  - 5 lipca – zakończenie III powstania
- 1922
  - 1 października – nadanie praw miejskich
- 1922–1939 – teren dzisiejszego miasta został przedzielony granicą. Kończyce, Pawłów i Makoszowy (oprócz terenu kopalni) znalazły się w granicach Polski, pozostałe gminy przypadły Republice Weimarskiej
- 1924 – budowa stadionu sportowego przy ul. Zamkowej w Biskupicach (obecnie Gwarek Zabrze)
- 1927
  - 1 stycznia – utworzenie powiatu miejskiego z większej części powiatu zabrskiego
- 1935 – przebudowa ob. placu Wolności
- 1938
  - 9/10 listopada – Noc kryształowa: spalenie Dużej Synagogi, zniszczenie wielu sklepów żydowskich, aresztowanie ok. 350 Żydów
  - II wojna światowa – hitlerowcy utworzyli w Zabrzu filię obozu koncentracyjnego w Oświęcimiu oraz obozy dla jeńców wojennych
  - otwarcie Miejskiego Ogrodu Botanicznego
  - Zabrze liczy 131 225 mieszkańców[31]
- 1945
  - 24 stycznia – podpalono dzielnicę Zandkę łącznie z kościołem Ducha Świętego[potrzebny przypis]. W rejon Zabrza w ramach operacji wiślańsko-odrzańskiej dotarły pierwsze jednostki Armii Czerwonej[32].
  - 27 stycznia – zakończyła się bitwa o Zabrze. W jej trakcie radzieccy żołnierzy z 21 Armii i 31 Korpusu Pancernego zdobyli miasto kończąc władzę reżimu III Rzeszy w Zabrzu[33].
  - w lutym rozpoczęły się wywózki do obozów pracy i w głąb ZSRR. Wywieziono 8700 osób.
  - 19 marca – przejęcie miasta przez administrację polską
  - 1 grudnia – przywrócenie urzędowej nazwy miasta Zabrze[24]
- 1945–1947 – napływ i osiedlanie się w Zabrzu Polaków wysiedlonych z Kresów Wschodnich (m.in. z okolic Lwowa i Tarnopola oraz Wołynia), a także innych polskich osadników (m.in. z centralnej z Polski i Krakowskiego) oraz wysiedlenie większości zabrskich Niemców[34]
- 1948 (14 grudnia) – powstanie Klubu Sportowego Górnik Zabrze
- 1950
  - 7 stycznia – powstanie pierwszego Państwowego Szpitala Klinicznego
  - wiosną nastąpiło powołanie do życia Filharmonii Górniczej Związku Zawodowego Górników
- 1951 (1 kwietnia) – włączenie w granice Zabrza miejscowości Grzybowice, Mikulczyce, Rokitnica, Kończyce, Makoszowy i Pawłów
- 1954 – włączenie w granice miasta osiedla Helenka
- 1956 (2 grudnia) – ukazanie się pierwszego numeru gazety miejskiej Głos Zabrza
- 1959 – otwarcie Domu Muzyki i Tańca
- 1961 – wizyta w Zabrzu majora kosmonauty Jurija Gagarina, pierwszego człowieka w kosmosie
- 1967
  - (9 września) wizyta w Zabrzu prezydenta Republiki Francuskiej generała Charles’a de Gaulle’a (część oficjalnej wizyty w Polsce)[35]
  - (wrzesień) po generalnej przebudowie otwarto budynek dworca kolejowego Zabrze[36]
  - ukazał się pierwszy rocznik „Kronik Miasta Zabrza”
- 1970–1975 – budowa osiedla Marii Skłodowskiej-Curie
- 1971 (23 marca) – katastrofa w kopalni Mikulczyce-Rokitnica w Rokitnicy. Zawał na poziomie 780 metrów przysypał 19 górników. Jeden z nich, Alojzy Piontek, został uratowany po siedmiu dniach
- 1976 – otwarcie hali widowiskowo-sportowej przy ul. Matejki. Liczba mieszkańców Zabrza wynosi 204 163 osoby[31]
- 1978 – 6 grudnia odbyła się uroczystości dekoracji miasta Orderem Sztandaru Pracy I klasy, przyznanego przez Radę Państwa w uznaniu zasług w walce o polskość śląskiej ziemi i w pracy dla socjalistycznej ojczyzny[37]
- 1982 – gazeta „Głos Zabrza” zmienia nazwę na „Głos Zabrza i Rudy Śląskiej”
- 1985 – pierwsza w Polsce udana operacja przeszczepu serca, dokonana pod kierunkiem prof. Zbigniewa Religi
- 1986–1991 – budowa osiedla im. Mikołaja Kopernika
- 1996 – ustanowienie św. Kamila patronem miasta
- 1998
  - uruchomienie oczyszczalni ścieków Śródmieście
  - otwarcie Wydziału Organizacji i Zarządzania Politechniki Śląskiej
- 2002
  - 19 października – otwarcie estakady drogowej nad parkiem im. Poległych Bohaterów
- 2005
  - 25 stycznia – otwarcie odcinka autostrady A4 biegnącej przez dzielnice Kończyce i Makoszowy, z węzłem Wspólna w Kończycach (na granicy z Rudą Śląską)
  - 10 marca – spłonięcie zabytkowego budynku młyna przy skrzyżowaniu ul. Wolności i Brysza
  - 1 lipca – połączenie Kopalni Węgla Kamiennego Makoszowy z KWK Sośnica w Gliwicach w zakład KWK Sośnica-Makoszowy
- 2006
  - uruchomienie pierwszej części zabrzańskiej podstrefy ekonomicznej wchodzącej w skład Katowickiej Specjalnej Strefy Ekonomicznej
- 2007
  - 16 czerwca – otwarcie zabytkowej Kopalni Guido dla ruchu turystycznego na poziomach 170 m i 320 m
- 2008
  - 4 listopada – rozpoczęcie budowy pierwszych zabrzańskich odcinków Drogowej Trasy Średnicowej
- 2010
  - 12 maja – uroczyste otwarcie nowej siedziby Filharmonii Zabrzańskiej
  - 29 październik – uroczysta iluminacja zabrzańskiego ratusza
  - kopalnia „Guido” jako unikatowy, XIX-wieczny zabytek techniki górniczej na skalę europejską, została wyróżniona jako „punkt kotwiczny” na Europejskim Szlaku Dziedzictwa Przemysłowego (ERIH)[38]
- 2011
  - 10 czerwca – do użytku oddano dwa odcinki Drogowej Trasy Średnicowej (Z1 i Z2)
  - 14 września – rozpoczęcie prac modernizacyjnych, a zarazem budowy nowego stadionu im. Ernesta Pohla (Stadion Górnika Zabrze)
  - 30 września – oddanie do użytku odcinka Sośnica (Gliwice)-Maciejów (Zabrze) Autostrady A1
  - 22 grudnia – oddanie do użytku odcinka Maciejów (Zabrze)-Zabrze Północ (Zabrze) Autostrady A1
- 2013
  - 13 maja – oddanie do użytku nowej siedziby MOPR przy ul. 3 Maja 16
  - 17 maja – oddanie do użytku budynku Galerii Zabrze przy ul. Wolności 273
  - 13 grudnia – zakończenie renowacji dworca PKP w Zabrzu
- 2014
  - 26 lutego – rozpoczęcie wyburzania budynku Akademickiego centrum medycznego w Zabrzu
  - 5 lutego – oficjalne otwarcie krytej pływalni Aquarius przy Al. Wojciecha Korfantego 18
  - 27 maja – otwarcie Park Hotel Diament Zabrze przy ulicy 3-Maja 112a, obiektu spółki Hotele Diament S.A., pierwszego czterogwiazdkowego hotelu w mieście czasów nowożytnych
  - 8 lipca – oddanie do użytku nowej siedziby Powiatowego Urzędu Pracy przy Pl. Krakowskim 9
  - 8 sierpnia – oddanie do użytku ostatnich dwóch odcinków Drogowej Trasy Średnicowej (Z3 i Z4)
  - 14 sierpnia – zakończenie wyburzania budynku Akademickiego Centrum Medycznego w Zabrzu.
- 2016
  - 21 lutego – po modernizacji stadionu im. Ernesta Polha (budowa trzech nowoczesnych trybun), udostępniono kibicom widownię, która może pomieścić 24,5 tys. widzów.
- 2018
  - 14 września – uruchomiono po rewitalizacji Sztolnię Królowa Luiza – najdłuższy szlak wodny pod ziemią w Europie.
- 2025
  - 12 maja – w wyniku referendum odwołana została prezydent miasta Agnieszka Rupniewska[39][40].

## Zabytki

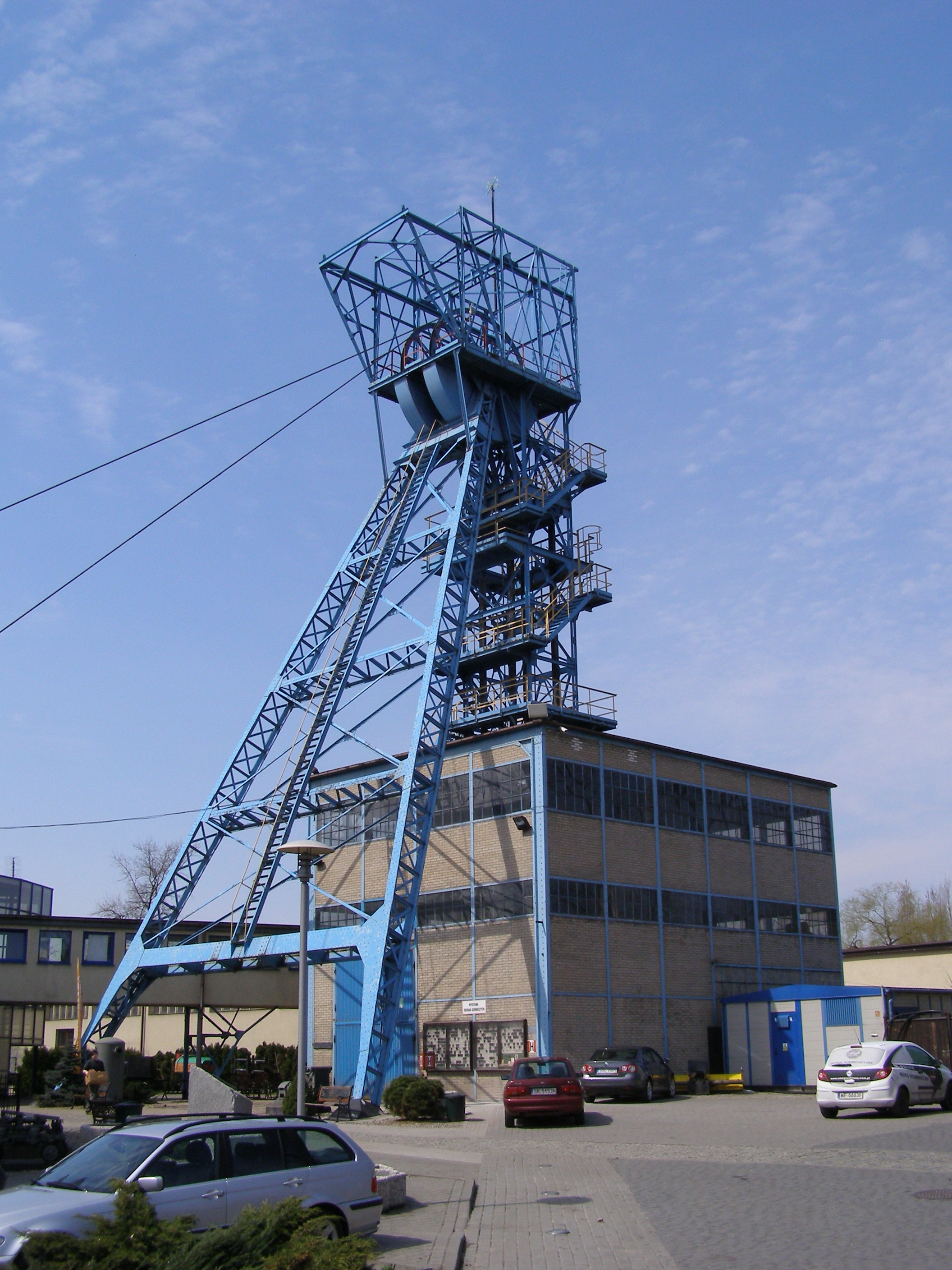
Szyb „Kolejowy” Kopalni Guido

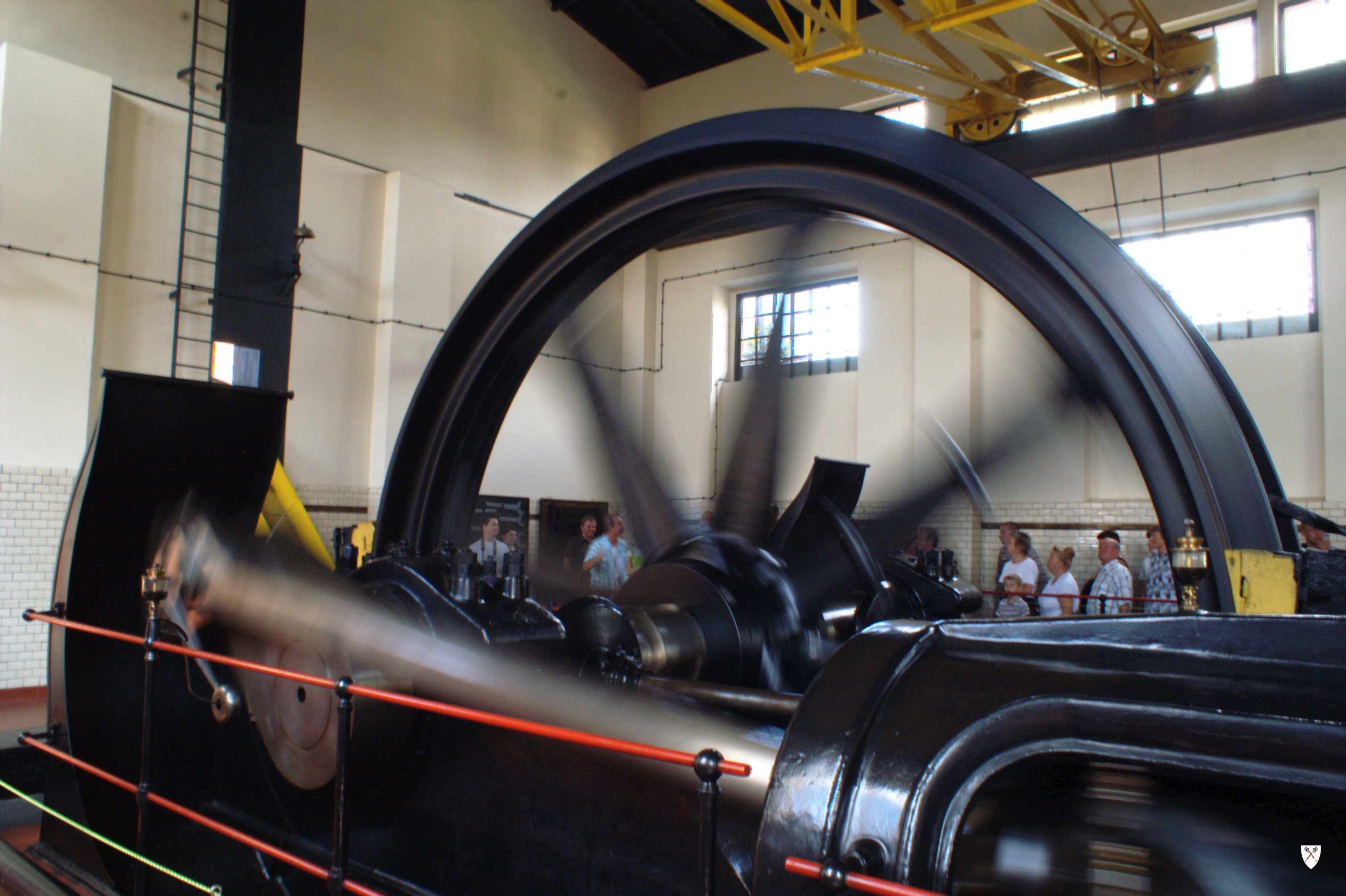
Parowa maszyna wyciągowa kopalni „Królowa Luiza”

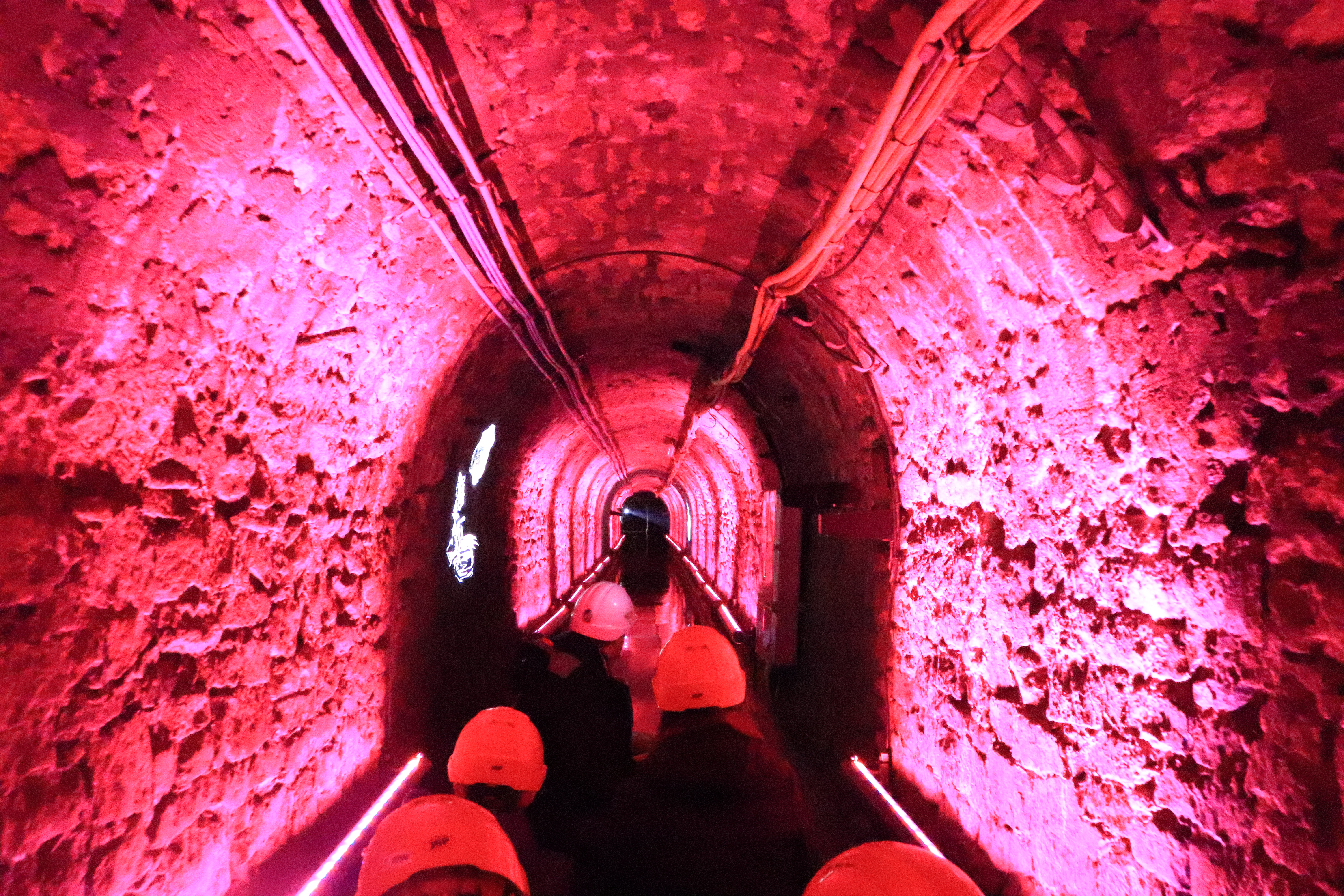
Główna Kluczowa Sztolnia Dziedziczna

W Zabrzu znajduje się wiele zabytkowych obiektów (głównie z przełomu XIX i XX wieku), takich jak zabytkowe kamienice w centrum miasta, osiedla robotnicze, obiekty sakralne itp.
- Obiekty poprzemysłowe

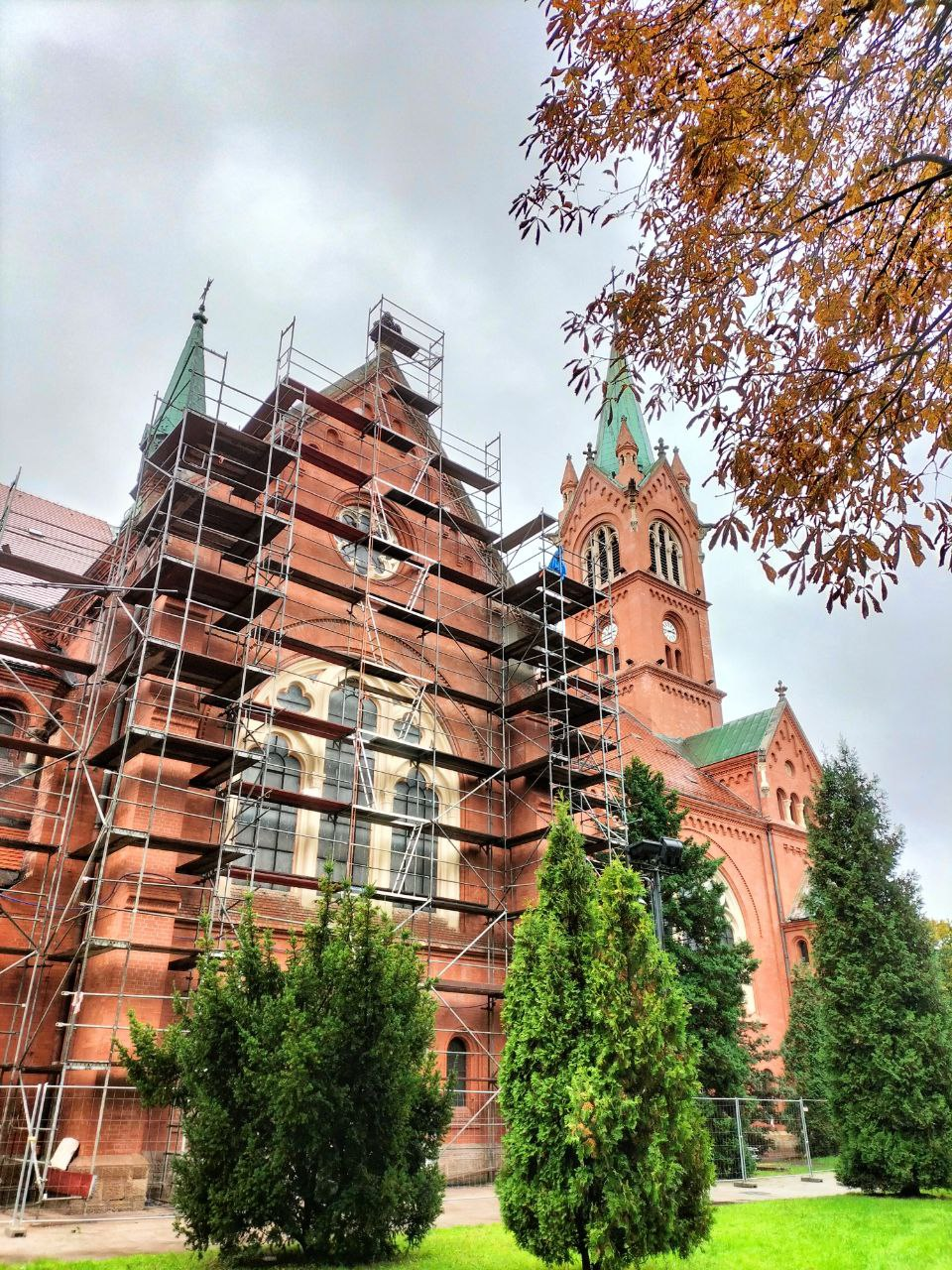

  - wieża ciśnień przy ul. Zamoyskiego 2 z 1909, o wysokości 46 m, wzniesiona w stylu ekspresjonistycznym
  - wieża ciśnień huty Donnersmarcka przy ul. Hagera z 1871, z elementami neogotyku
  - wieża wyciągowa, budynek nadszybia, wagownia (obecnie portiernia) i maszynownia szybu Maciej z około 1910
  - zabudowa kopalni „Królowa Luiza” przy ul. Wolności 402 z drugiej połowy XIX w.
  - zabudowa kopalni „Guido” (oraz wyrobiska podziemne) przy ul. 3 Maja 91 z drugiej połowy XIX w. i początku XX w.
- Robotnicze osiedla mieszkaniowe
  - kolonia robotnicza Borsigwerke w dzielnicy Biskupice, wzniesiona w latach 1863–1871
  - kolonia patronacka Ballestrema, w dzielnicy Rokitnica, wzniesiona w latach 1905–1913
  - kolonia patronacka Huty Zabrze w dzielnicy Małe Zabrze, wzniesiona w latach 1903–1922
  - kolonia robotnicza na ul. Poległych Górników przy secesyjnej Kopalni Mikulczyce
  - osiedle dla robotników spółki „Preussag” w dzielnicy Zaborze, wzniesione w latach 1926–1927
- Obiekty użyteczności publicznej
  - Hotel Admiralspalast przy ul. Wolności 305 z lat 1924–1928, wzniesiony w stylu modernistycznym
  - budynek Muzeum Górnictwa Węglowego przy ul. 3 Maja 19, wzniesiony w latach 1874–1875
  - gmach Sądu Rejonowego (oraz więzienie) przy ul. 3 Maja 21, wzniesiony w drugiej połowie XIX wieku i rozbudowany w 1907, wyremontowany w 2008
  - zespół zabudowy Szpitala Klinicznego Śląskiego Uniwersytetu Medycznego z drugiej połowy XIX wieku oraz lat 1900–1905 z charakterystyczną wieżą ciśnień z 1904
  - budynek Poczty Głównej przy pl. Dworcowym 1, wzniesiony w latach 1909–1911 w stylu neogotyckim[potrzebny przypis]
  - Ratusz gminny w Mikulczycach przy ul. Tarnopolskiej 80, wzniesiony w 1902
- Budynki mieszkalne
  - Pałac w Mikulczycach z przełomu XVIII i XIX wieku
  - dwór w Rokitnicy z 2. połowy XIX wieku
  - secesyjna Kamienica pod Orłem przy ul. Dworcowej 9 wzniesiona w 1905 przez aptekarza dra Paul Skrzipietz
  - „Stalowy dom” przy ul. Cmentarnej, wzniesiony w 1927 w nowatorskiej technologii prefabrykatów stalowych
  - zespół zabudowy osiedla mieszkaniowego przy ul. Wolności 149, pl. Słowiańskim 1–5, ul. Stanisława Wyspiańskiego 1–9[41]
  - secesyjna kamienica z 1903 przy ulicy 3 Maja 38. Niegdyś znajdował się tu sklep mięsny z wnętrzem na planie nieregularnego wielokąta, z oddzielonym zapleczem. Wnętrze ozdobiono ceramicznymi płytkami o wzorach floralnych i geometrycznych, na jednym z wzorów przedstawiono głowę byka wkomponowaną we fryz[42]
- Obiekty sakralne

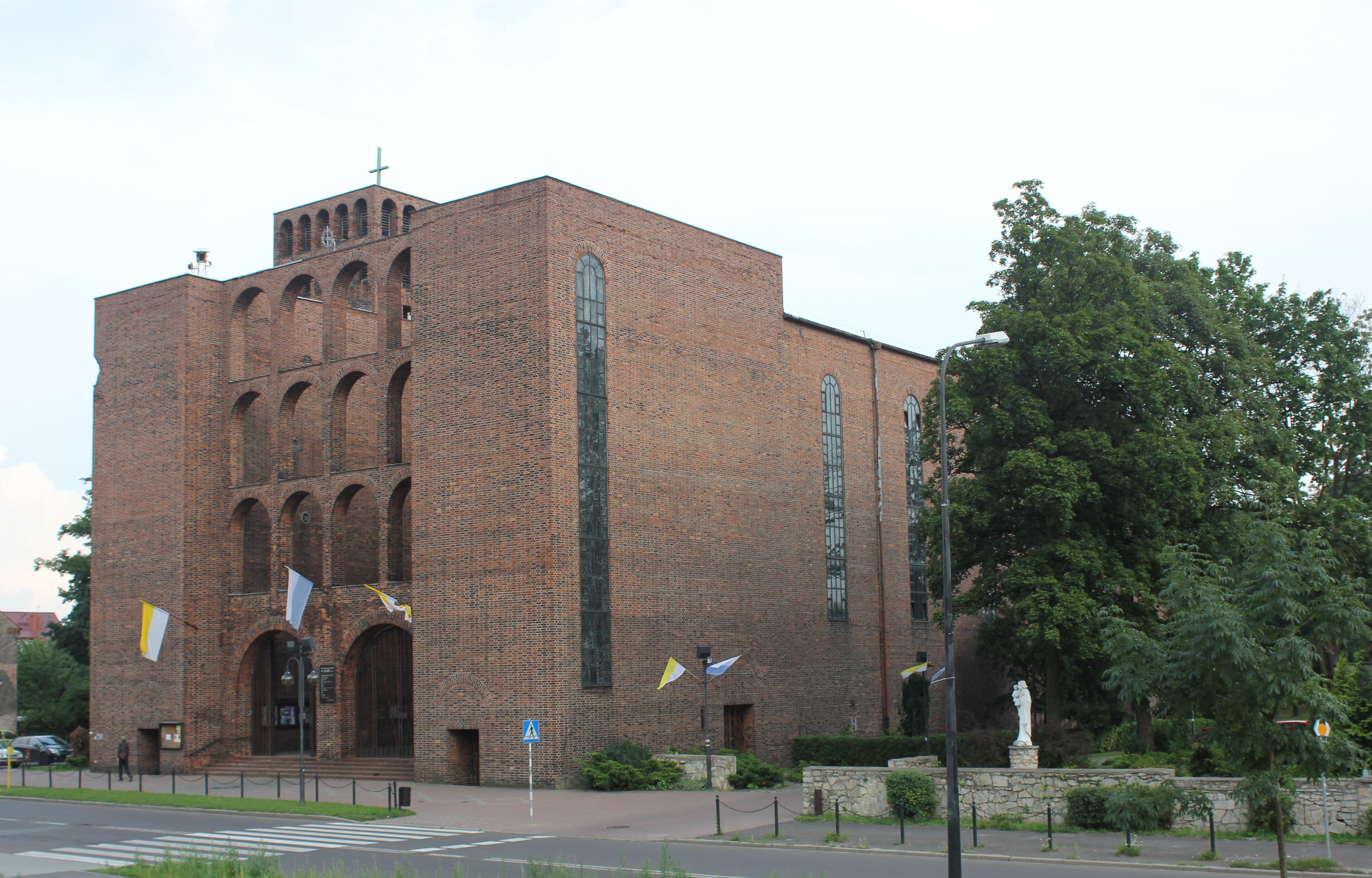
Kościół św. Józefa

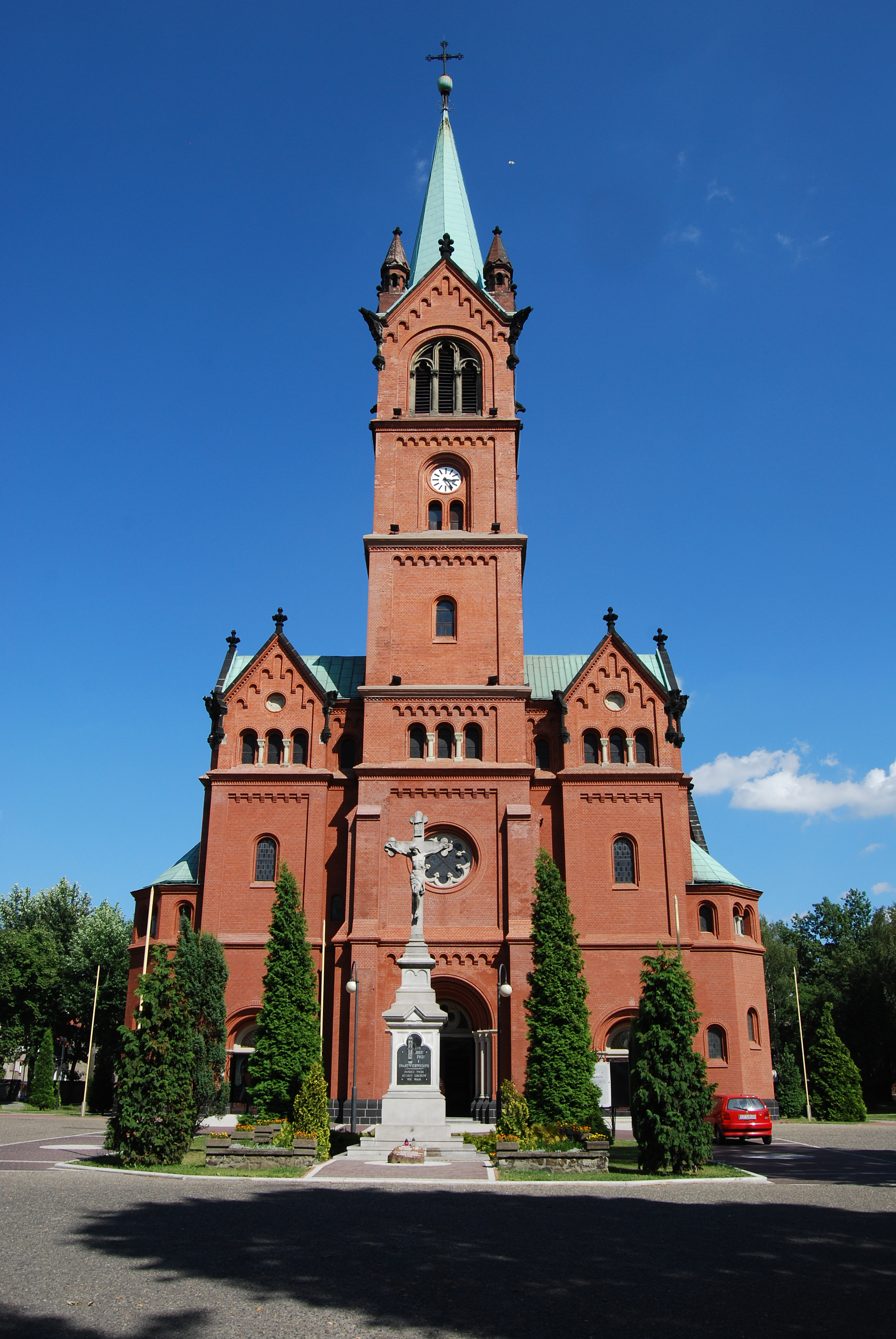
Kościół pw. św. Anny na Dorocie (ul. 3 Maja 18a)

- - Kościół pw. św. Andrzeja Apostoła przy ul. Wolności 196, wzniesiony w latach 1863–1866 w stylu neoromańskim
  - Kościół pw. św. Jana Chrzciciela przy ul. Bytomskiej 37, wzniesiony w latach 1853–1858 w stylu neogotyckim, znajduje się tam krypta z ciałami niektórych członków śląskiego rodu Bellestremów[43]
  - Kościół pw. św. Anny przy ul. 3 Maja 18, wzniesiony w latach 1897–1900 w stylu neoromańskim
  - Kościół pw. św. Jadwigi przy ul. Wolności 504, drewniany z 1929
  - Kościół pw. św. Józefa przy ul. Roosevelta 104
  - Kaplica Najświętszej Marii Panny przy ul. Rolnika, wzniesiona w 1870, o cechach neogotyckich
- Cmentarze

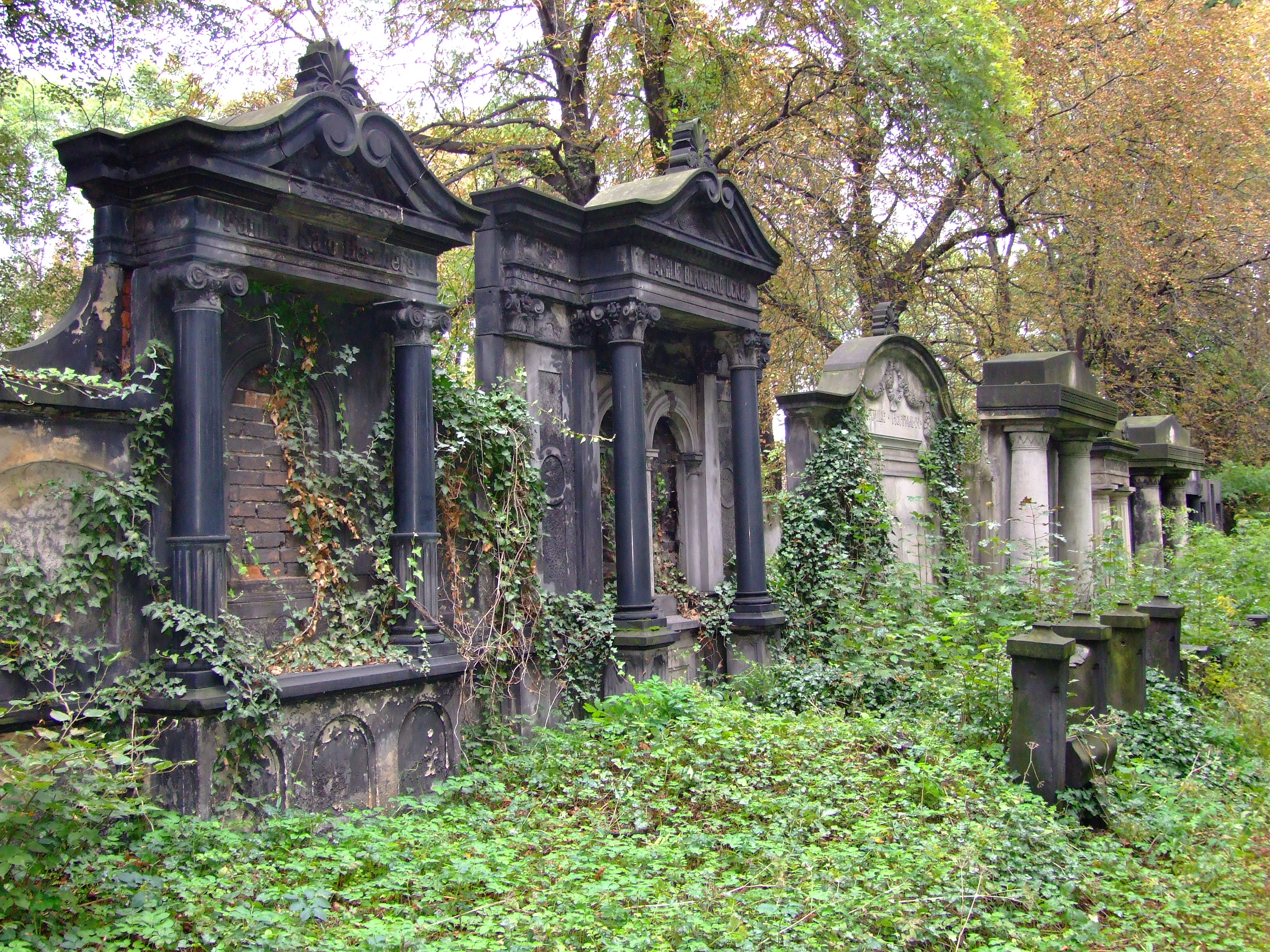
Cmentarz żydowski

- - Cmentarz żydowski z XIX wieku przy ul. Cmentarnej
  - Cmentarz ewangelicki przy ul. Lelewela
  - Cmentarz przy ul. Kondratowicza
- Inne obiekty
  - ruiny spichlerza z XVII w. przy ul. Trębackiej w dzielnicy Biskupice

## Gospodarka
Pod koniec lipca 2015 liczba zarejestrowanych bezrobotnych w Zabrzu wynosiła ok. 6,3 tys. mieszkańców, co stanowi stopę bezrobocia na poziomie 10,7% do aktywnych zawodowo.

## Handel

### Centra Handlowe
- CH Platan
- M1 Zabrze
- Galeria Zabrze

## Transport

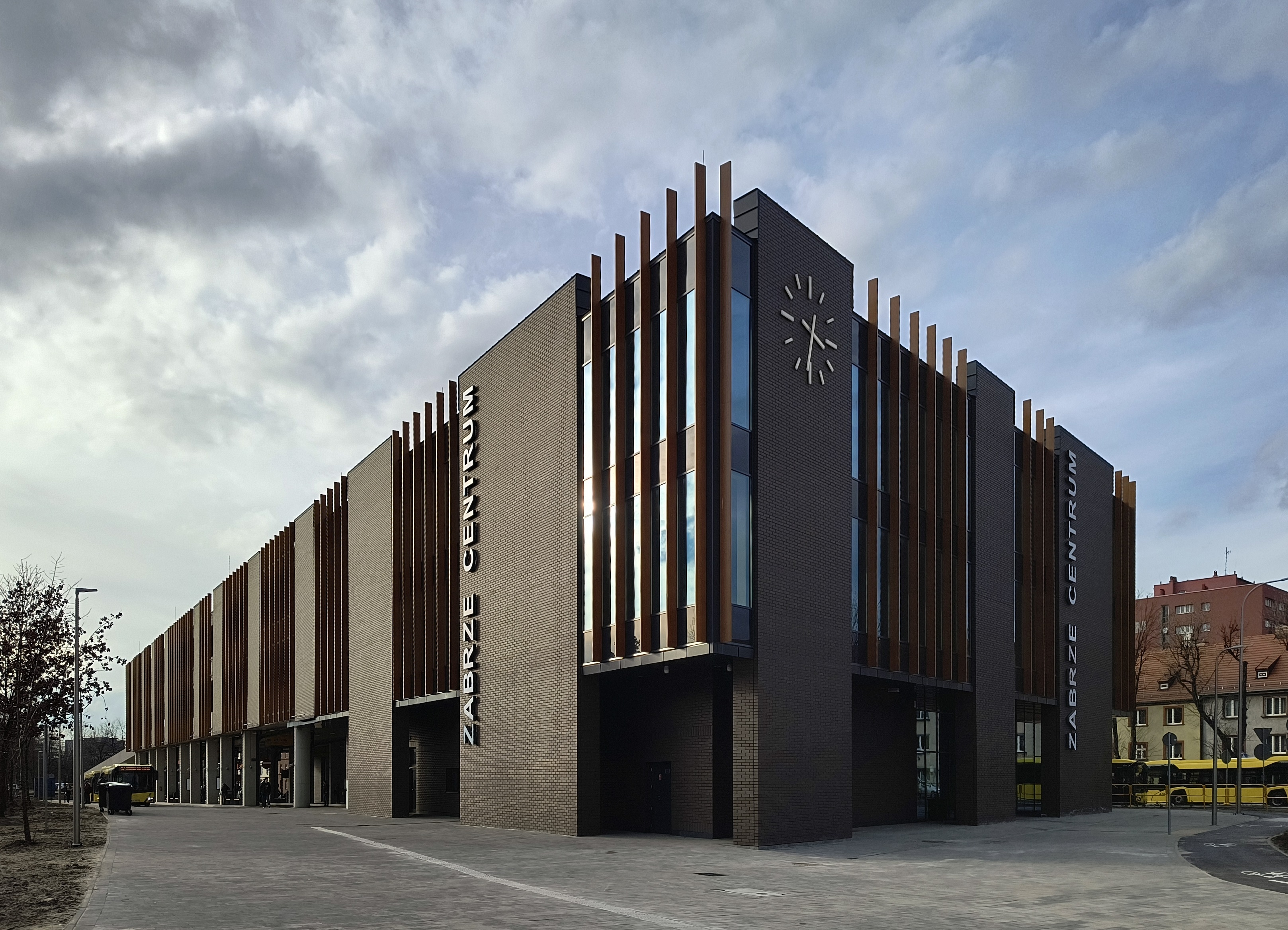
Centrum przesiadkowe Zabrze Goethego

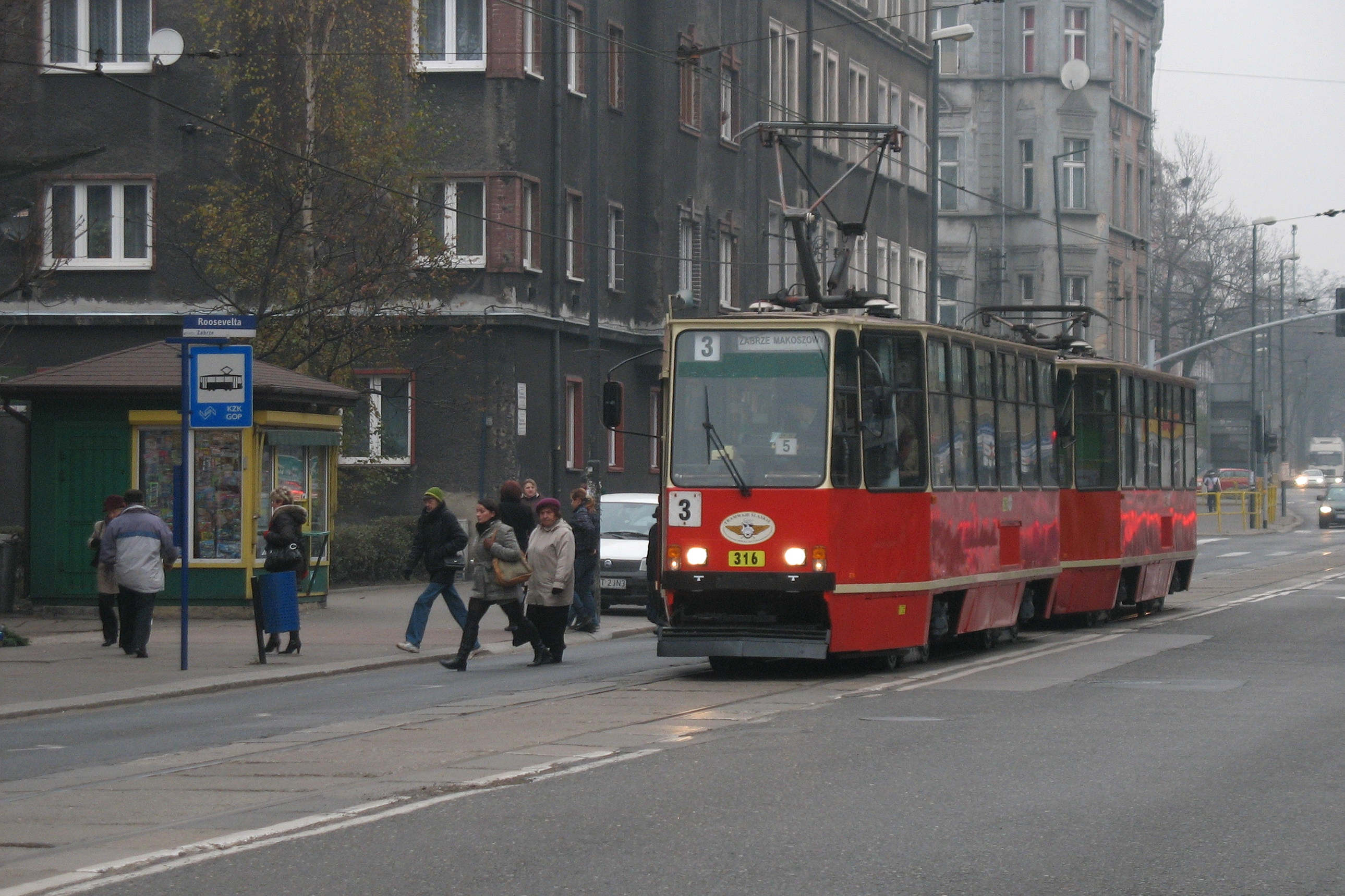
Zabrze – tramwaj Konstal 105Na na ul. 3 Maja 35

### Drogi
Autostrady:
- autostrada A4 – węzeł Zabrze Południe
- autostrada A1 – węzeł Zabrze Zachód w Czekanowie i Zabrze Północ w Wieszowie

Drogi europejskie:
- trasa europejska E40

Drogi krajowe:
- droga krajowa nr 78
- droga krajowa nr 88
- droga krajowa nr 94

Drogi wojewódzkie:
- droga wojewódzka nr 921
- droga wojewódzka nr 902 – Drogowa Trasa Średnicowa

### Kolej
- dworzec kolejowy Zabrze na linii kolejowej E30
- Przystanek Kolejowy Zabrze Północne[45]
- Przystanek Kolejowy Zabrze Maciejów

### Komunikacja miejska
Komunikację miejską w Zabrzu organizuje Zarząd Transportu Metropolitalnego. Na terenie miasta działa lub przebiega 8 linii tramwajowe i autobusowe, w tym 4 metropolitalne (M1, M14, M16, M24).

## Ochrona zdrowia

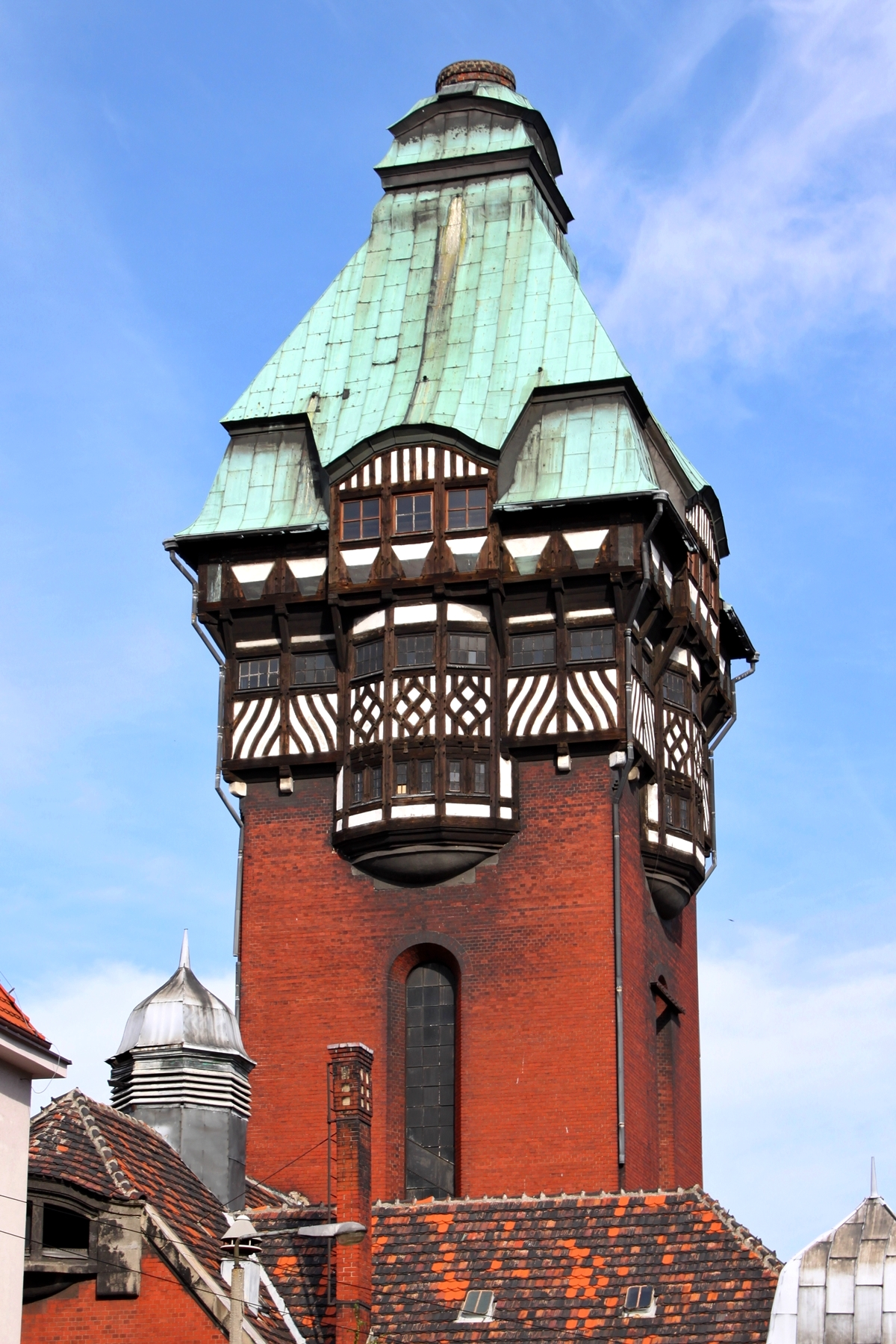
Zabrze – wieża ciśnień i komin ciepłowni Szpitala Klinicznego nr 1 (ul. 3 Maja 13 / ul. Krasińskiego)

### Szpitale
- publiczne
  - Szpital Miejski w Zabrzu Sp.z o.o.
  - Szpital Specjalistyczny w Zabrzu
  - Szpital Kliniczny nr 1 w Zabrzu im. Prof. Stanisława Szyszko Śląskiego Uniwersytetu Medycznego w Katowicach
  - Śląskie Centrum Chorób Serca w Zabrzu
- niepubliczne
  - Szpital Specjalistyczny Sanvimed (Ortopedia i Okulistyka)

## Edukacja

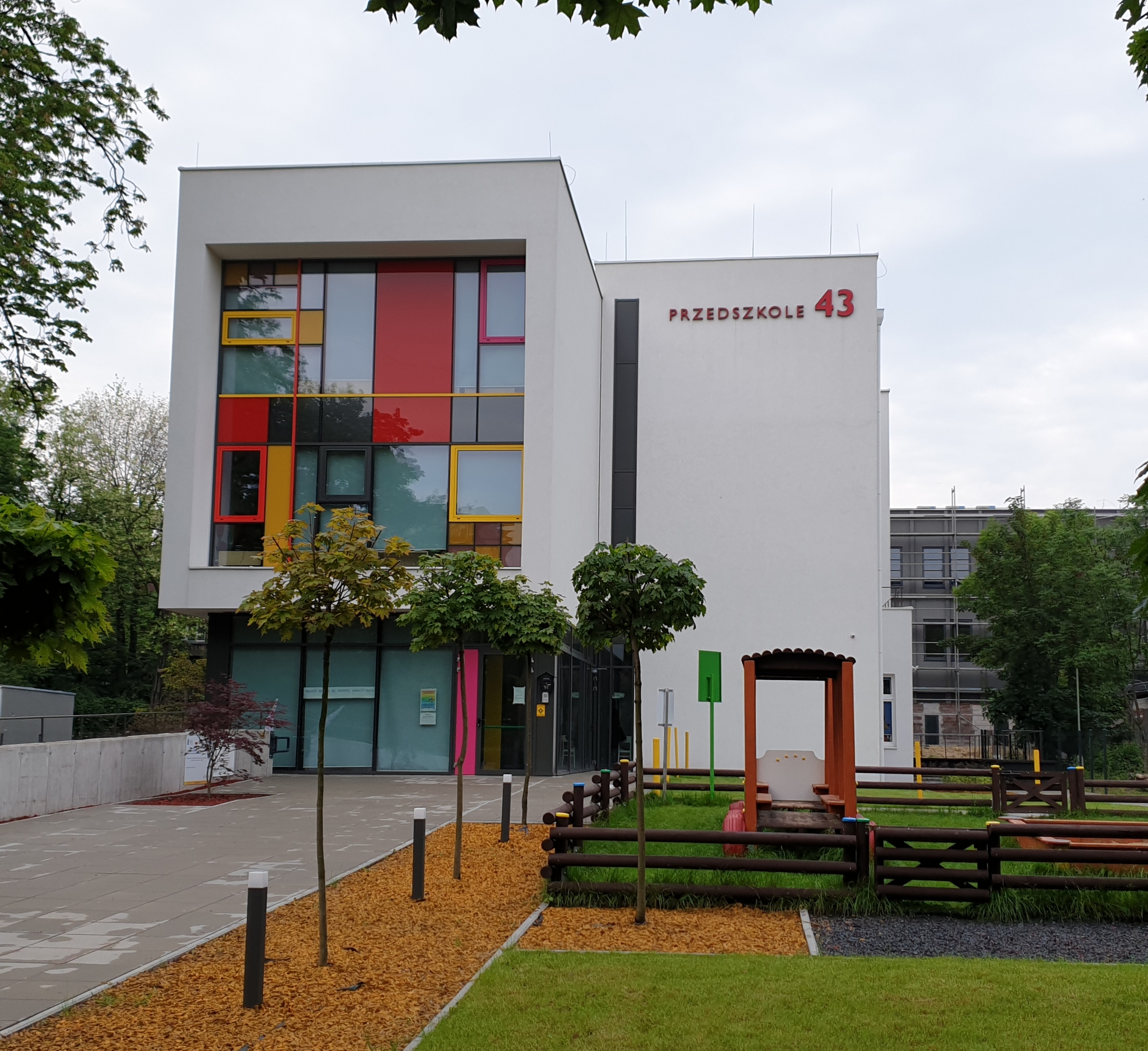
Przedszkole nr 43 (ul. Klonowa 2)

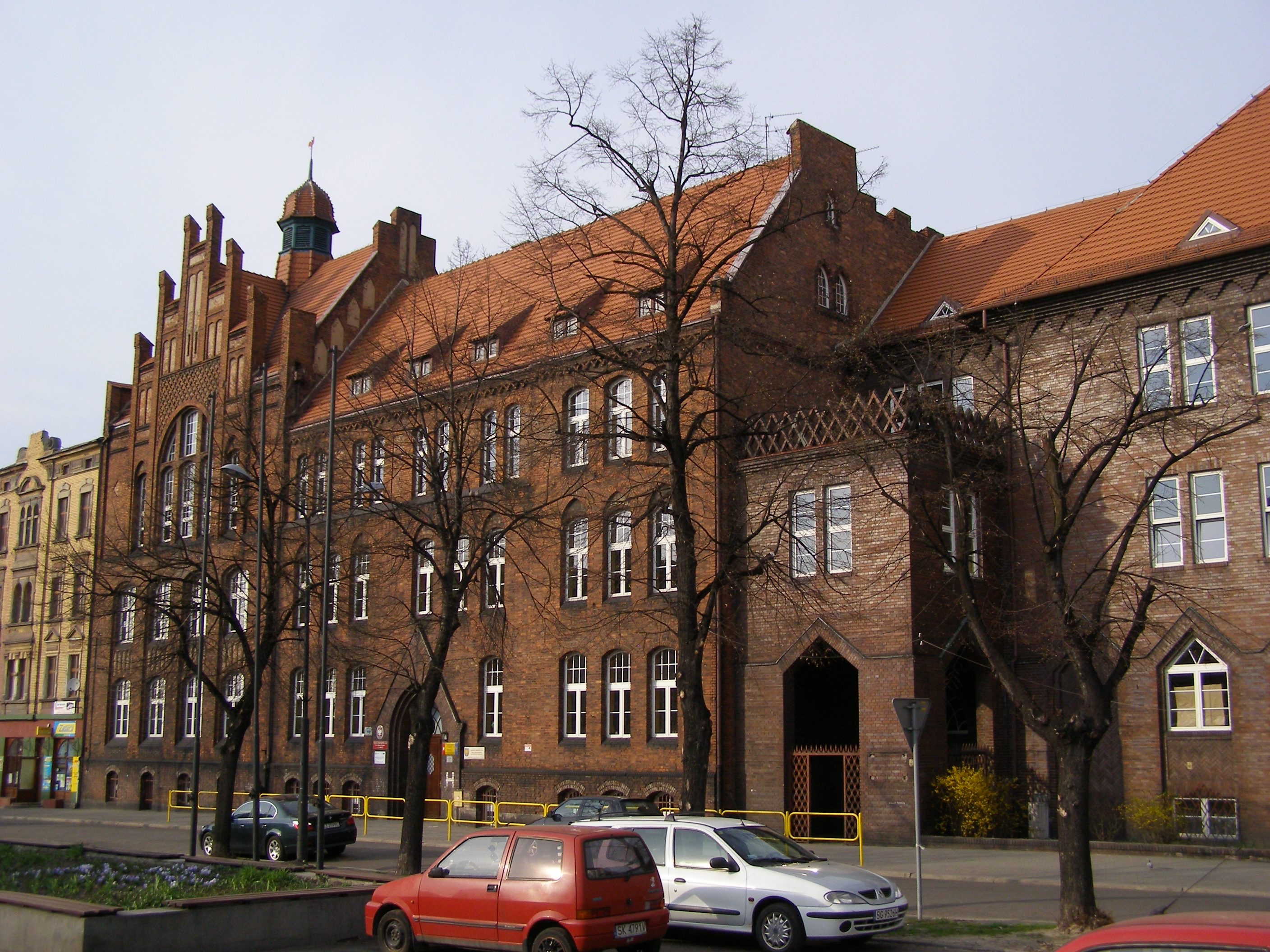
Szkoła Podstawowa nr 36 (dawna szkoła dla dziewcząt, pl. Warszawski 6)

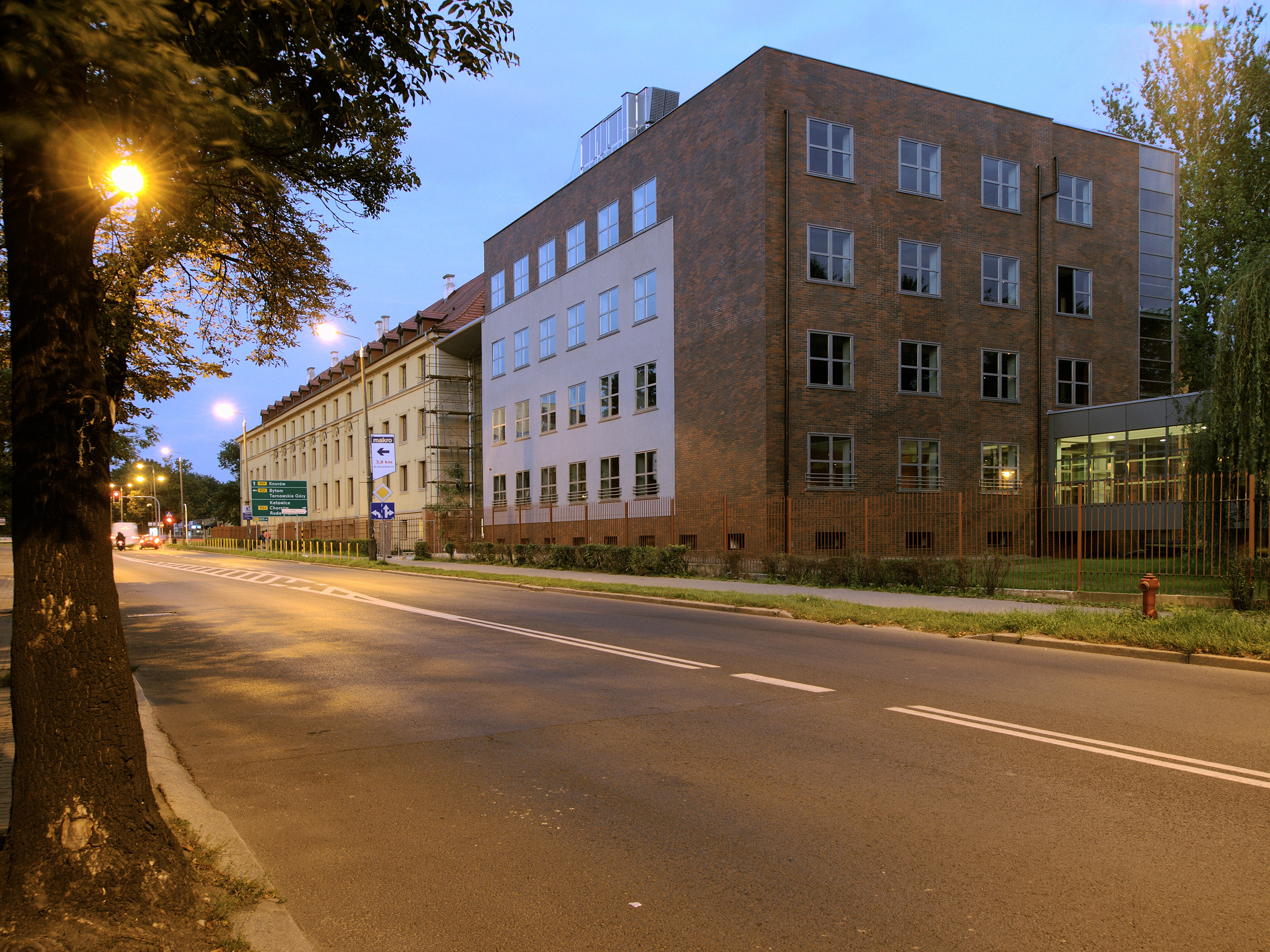
Wydział Organizacji i Zarządzania Politechniki Śląskiej (budynki A i B, ul. Roosevelta 26, 32)

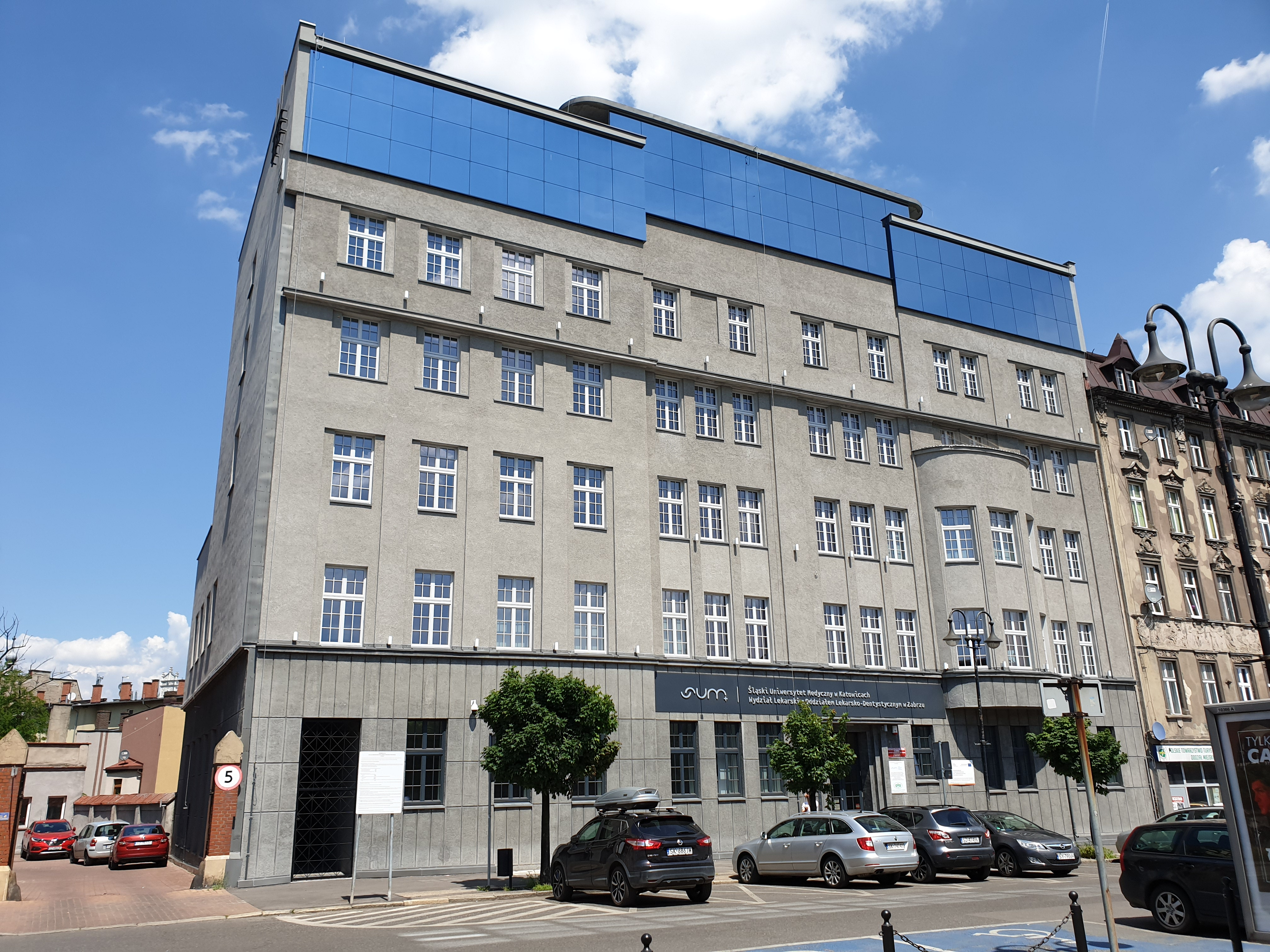
Centrum Symulacji Medycznej Wydziału Nauk Medycznych w Zabrzu SUM (dawny hotel Haus Metropol, pl. Dworcowy 3)

W Zabrzu znajdują się liczne placówki oświatowe:
- Przedszkola:
  - 38 publicznych
- Szkoły podstawowe:
  - 29 publicznych
- Licea ogólnokształcące:
  - 9 publicznych
- Szkoły niepubliczne:
  - Społeczna Szkoła Podstawowa i Gimnazjum „Nasza Szkoła” Zabrzańskiego Towarzystwa Szkolnego
  - Zespół Szkół Katolickich – szkoła podstawowa, gimnazjum i liceum
- Szkoły policealne:
  - Policealne Studium Zawodowe Zabrzańskiego Centrum Kształcenia Ogólnego i Zawodowego
  - Policealne Studium Zawodowe Zespołu Szkół Ekonomiczno-Usługowych
  - Policealne Studium Zawodowe Zespołu Szkół Spożywczych
  - Policealna Szkoła eCollege
  - Szkoła Policealna Województwa Śląskiego w Zabrzu
- Szkoły zawodowe:
  - szkoły zawodowe – 6 publicznych
  - Medyczne Studium Zawodowe nr 1 im. prof. Antoniego Cieszyńskiego
  - Medyczne Studium Zawodowe nr 2
- Szkoły wyższe:
  - Śląski Uniwersytet Medyczny
    - Wydział Nauk Medycznych w Zabrzu

  - Politechnika Śląska
    - Wydział Organizacji i Zarządzania
    - Wydział Inżynierii Biomedycznej

  - Akademia Śląska
    - Wydział Nauk Medycznych im. prof. Zbigniewa Religi w Zabrzu
- Inne placówki:
  - Liceum Plastyczne i Ogólnokształcąca Szkoła Sztuk Pięknych (jako Zespół Szkół nr 18)[46]
  - Państwowa Szkoła Muzyczna I i II stopnia im. Stanisława Moniuszki – szkoła publiczna[47]
  - NCKU Wszechnica Zabrzańska (prowadzona przez Stowarzyszenie Misericordia w Zabrzu)

W mieście znajdują się również placówki oświatowe innego typu: szkoły sportowe, szkoły nauki języków obcych, centra kultury itp.

## Kultura i rozrywka

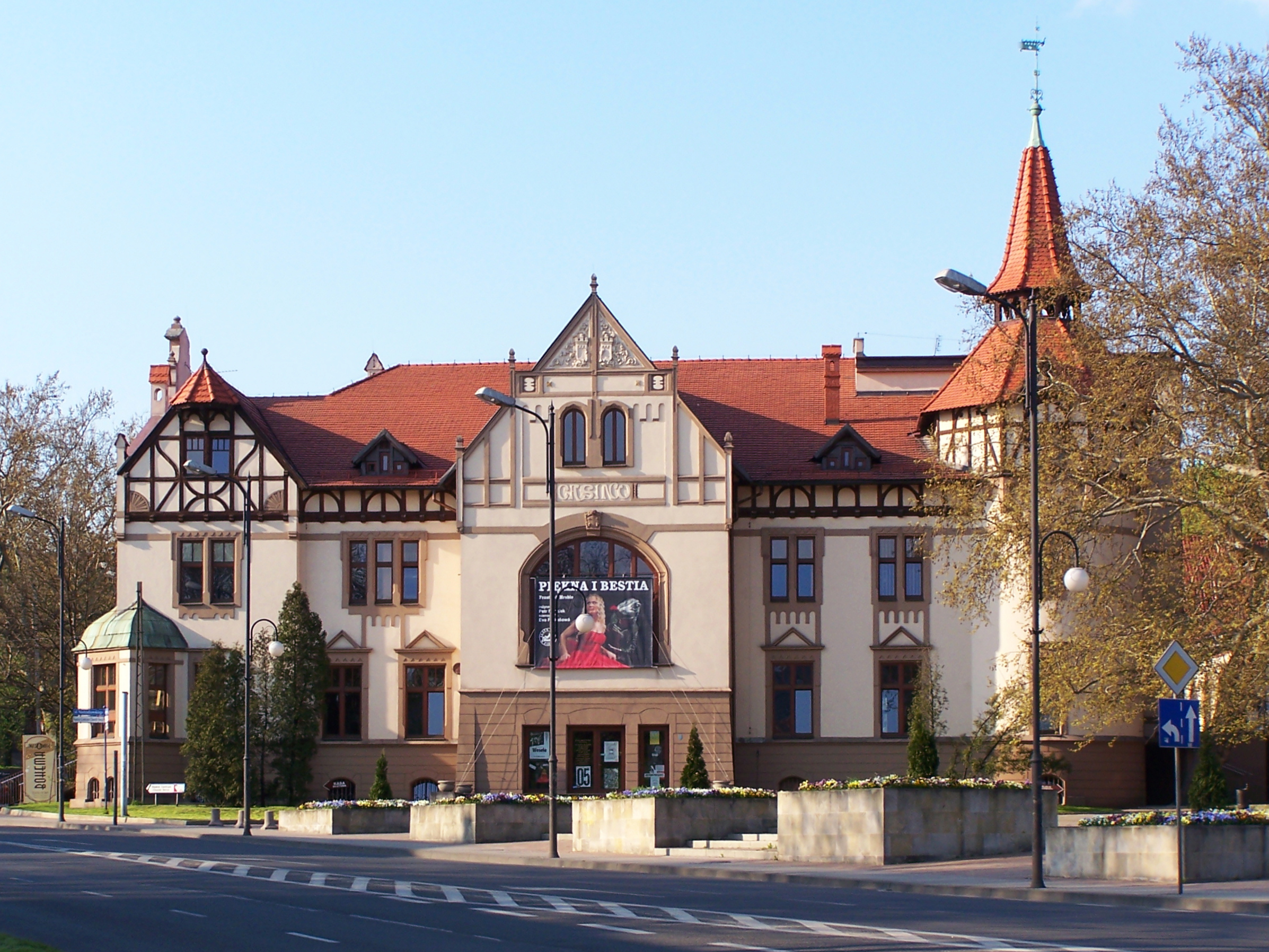
Teatr Nowy im. Gustawa Morcinka (dawne kasyno Huty Donnersmarcka, pl. Teatralny 1)

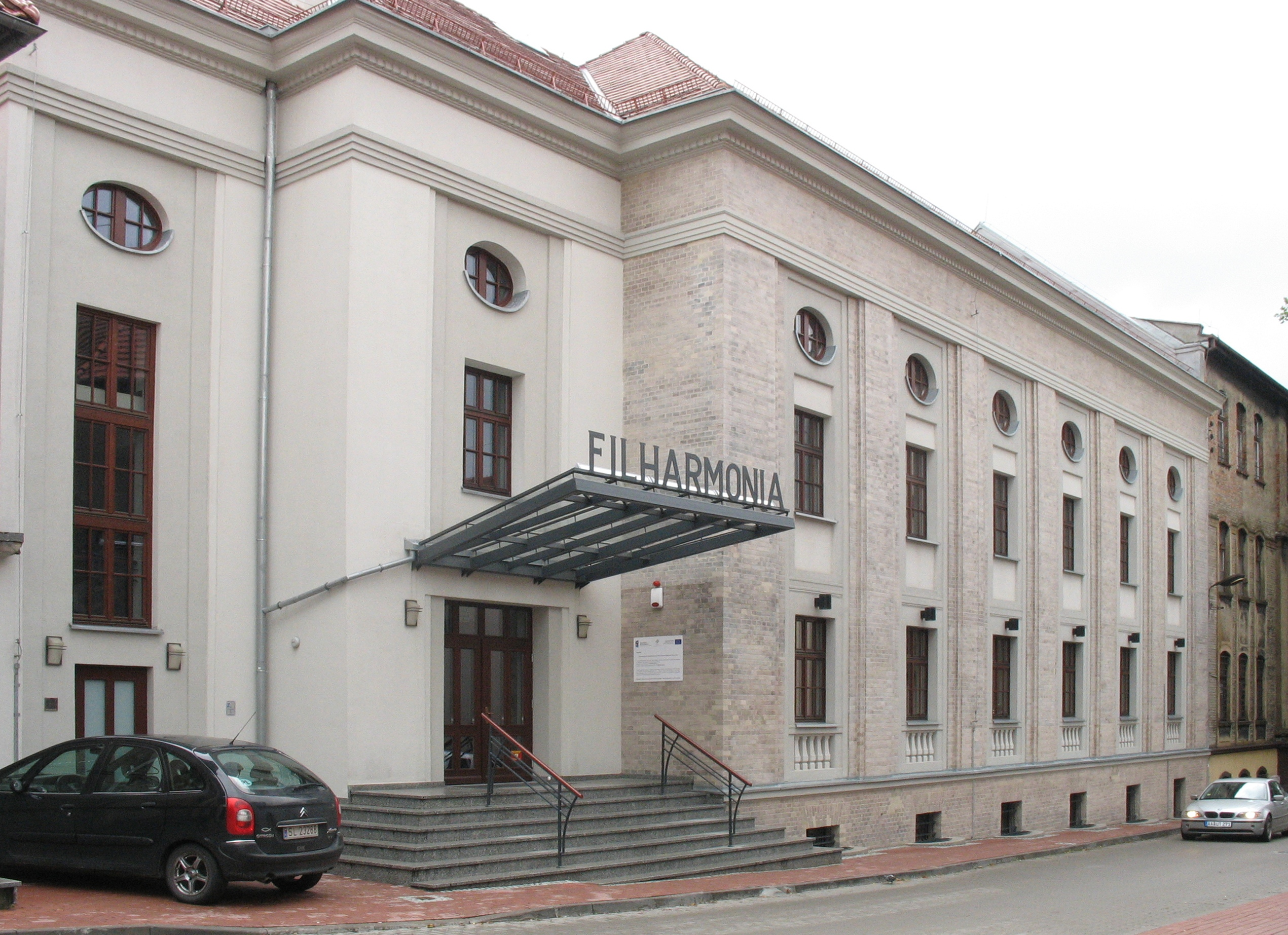
Siedziba Filharmonii Zabrzańskiej (dawna biblioteka Huty Donnersmarcka, Park Hutniczy 7)

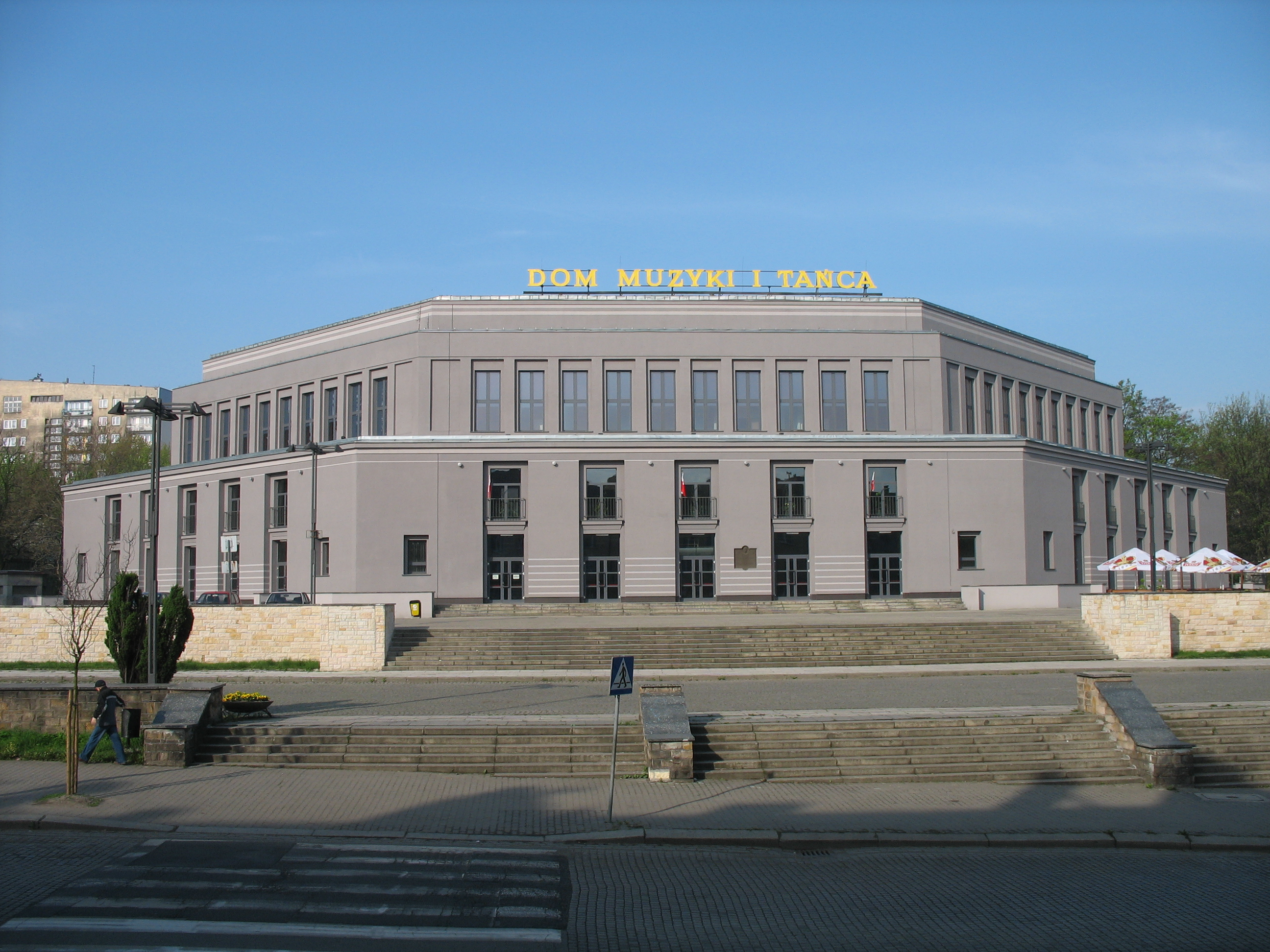
Dom Muzyki i Tańca (ul. Gen. de Gaulle’a 17)

### Teatry i filharmonie
- Teatr Nowy im. Gustawa Morcinka (pl. Teatralny 1)
- Filharmonia Zabrzańska (Park Hutniczy 7)

### Sale koncertowe
- Dom Muzyki i Tańca (ul. Gen. de Gaulle’a 17)

### Kina
- Multikino (13 sal, ul. Gdańska 18)
- Planet Cinema (7 sal, pl. Teatralny 12)
- Kino Roma (ul. Padlewskiego 4) – najstarsze czynne kino na Górnym Śląsku[48]

### Domy kultury
- Miejski Ośrodek Kultury[49]
  - Miejski Ośrodek Kultury Guido (ul. 3 Maja 91a)
  - Dzielnicowy Ośrodek Kultury w Biskupicach (ul. Kossaka 23)
  - Dzielnicowy Ośrodek Kultury w Grzybowicach (ul. Badestinusa 60)
  - Dzielnicowy Ośrodek Kultury w Kończycach (ul. Dorotki 3)
  - Dzielnicowy Ośrodek Kultury w Pawłowie (ul. Sikorskiego 114)
  - Ośrodek Działań Artystycznych (Park Hutniczy 11)
  - Kino Roma (ul. Padlewskiego 4)
- Młodzieżowy Dom Kultury nr 1 (ul. Tarnopolska 50, Mikulczyce)
- Młodzieżowy Dom Kultury nr 2 (ul. 3 Maja 12)

### Biblioteki
- Miejska Biblioteka Publiczna im. Jerzego Fusieckiego
  - Wypożyczalnia Centralna (ul. Londzina 3)
  - Czytelnia Ogólna i Prasy (ul. Wyzwolenia 4)
  - 19 filii w dzielnicach
- Biblioteka Śląskiego Uniwersytetu Medycznego w Katowicach, Oddział w Zabrzu-Rokitnicy (ul. Jordana 19) z Czytelnią w Zabrzu (pl. Traugutta 2)[50]
- Pedagogiczna Biblioteka Wojewódzka w Katowicach, Filia w Zabrzu (ul. 3 Maja 12)

### Muzea
- Muzeum Miejskie

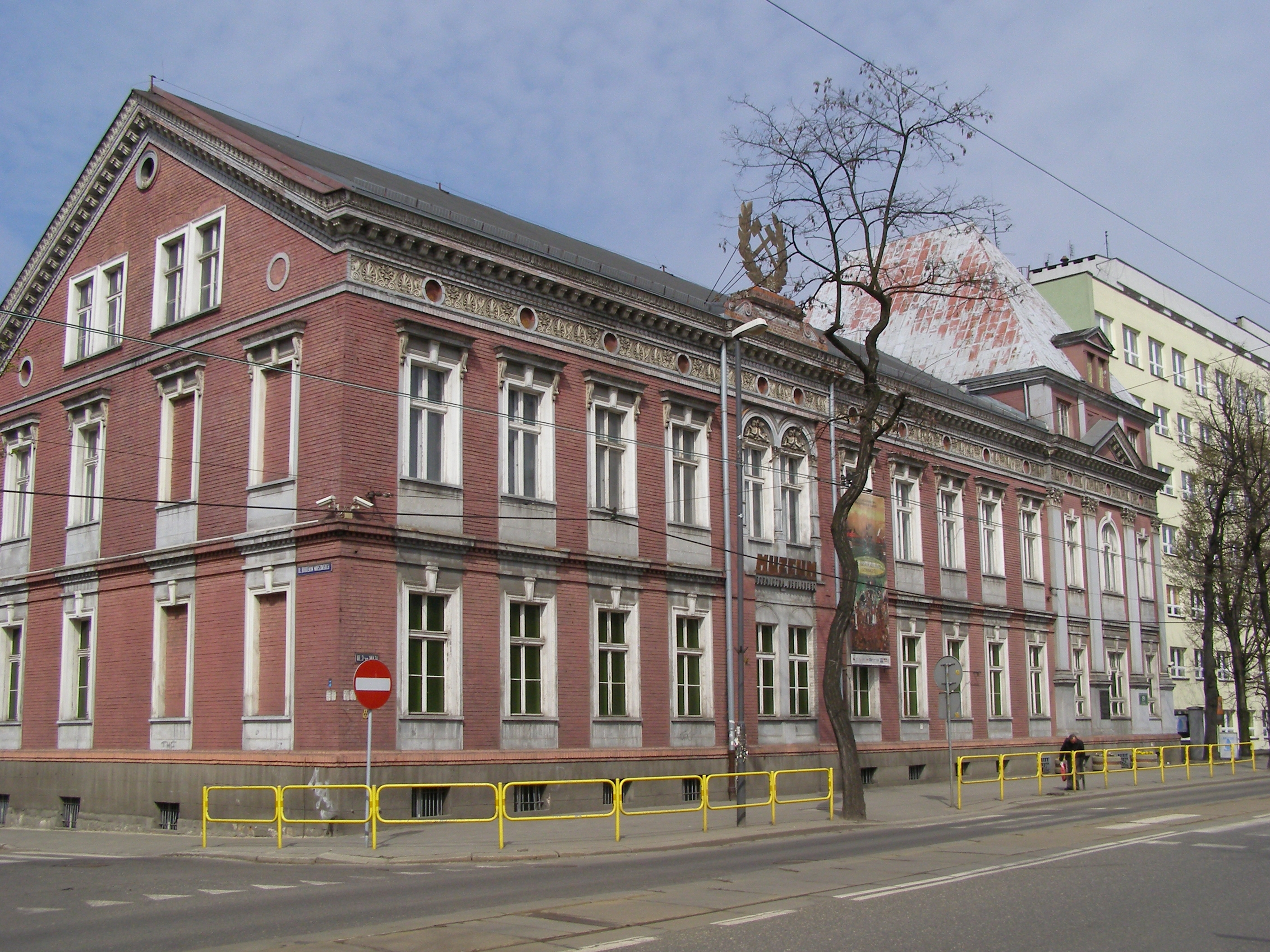
Muzeum Górnictwa Węglowego (dawne Starostwo Powiatowe w Zabrzu, ul. 3 Maja 19)

  - Galeria Sztuki Café Silesia (ul. 3 Maja 6)
- Muzeum Górnictwa Węglowego (ul. 3 Maja 19)
  - Sztolnia „Królowa Luiza”
    - Strefa Carnall (ul. Wolności 410)
    - Kopalnia (ul. Mochnackiego12)
    - Port (ul. Miarki 8)

  - Kopalnia „Guido” (ul. 3 Maja 93)
- Muzeum Techniki Wojskowej (ul. Mochnackiego 12)

### Galerie
- Galeria Sztuki Café Silesia (ul. 3 Maja 6)
- Galeria Zmiękczalnia (ul. Wolności 410)

### Kluby
- Klub Muzyczny CK Wiatrak – Niezależne Centrum Kultury Alternatywnej (ul. Wolności 395)
- Klub Muzyczny OffSide (ul. Wolności 282)

### Chóry
- Zabrzański Chór Młodzieżowy „Resonans con tutti” im. N. G. Kroczka (ul. Tarnopolska 50, Mikulczyce)
- Chór Lutnia[51]

### Inne atrakcje
- AnimalWorld (dziecięce zoo) (ul. Niedoby 11, Makoszowy)

## Media

### Telewizja
- TVZ – Telewizja Zabrze

### Prasa
- „Głos Zabrza i Rudy Śląskiej” (ukazuje się od 1956)
- „Nasze Zabrze Samorządowe” (ukazuje się od 1994)
- „Nowiny Zabrzańskie” (ukazują się od 1995)
- „Dziennik Zachodni. Nasz Tygodnik Zabrze” (ukazuje się od 2000)
- „Gazeta Miejska Gliwice Zabrze” (ukazywała się w latach 1997–2020)[52]

### Portale
- Zabrze News – serwis powiązany z magazynem ŚLĄZAG (zabrzenews.pl)
- Głos Zabrza i Rudy Śląskiej (gloszabrza24.pl)
- Info Zabrze (infozabrze.slask.pl)
- Nowiny Zabrzańskie (nz24.pl)
- ZABRZE112.pl - serwis służb ratunkowych
- Zabrze Nasze Miasto (zabrze.naszemiasto.pl)
- W Zabrzu (wzabrzu.info)
- zabrze.com.pl – należy do sieci Silesia.info.pl
- 24zabrze.pl

## Rekreacja

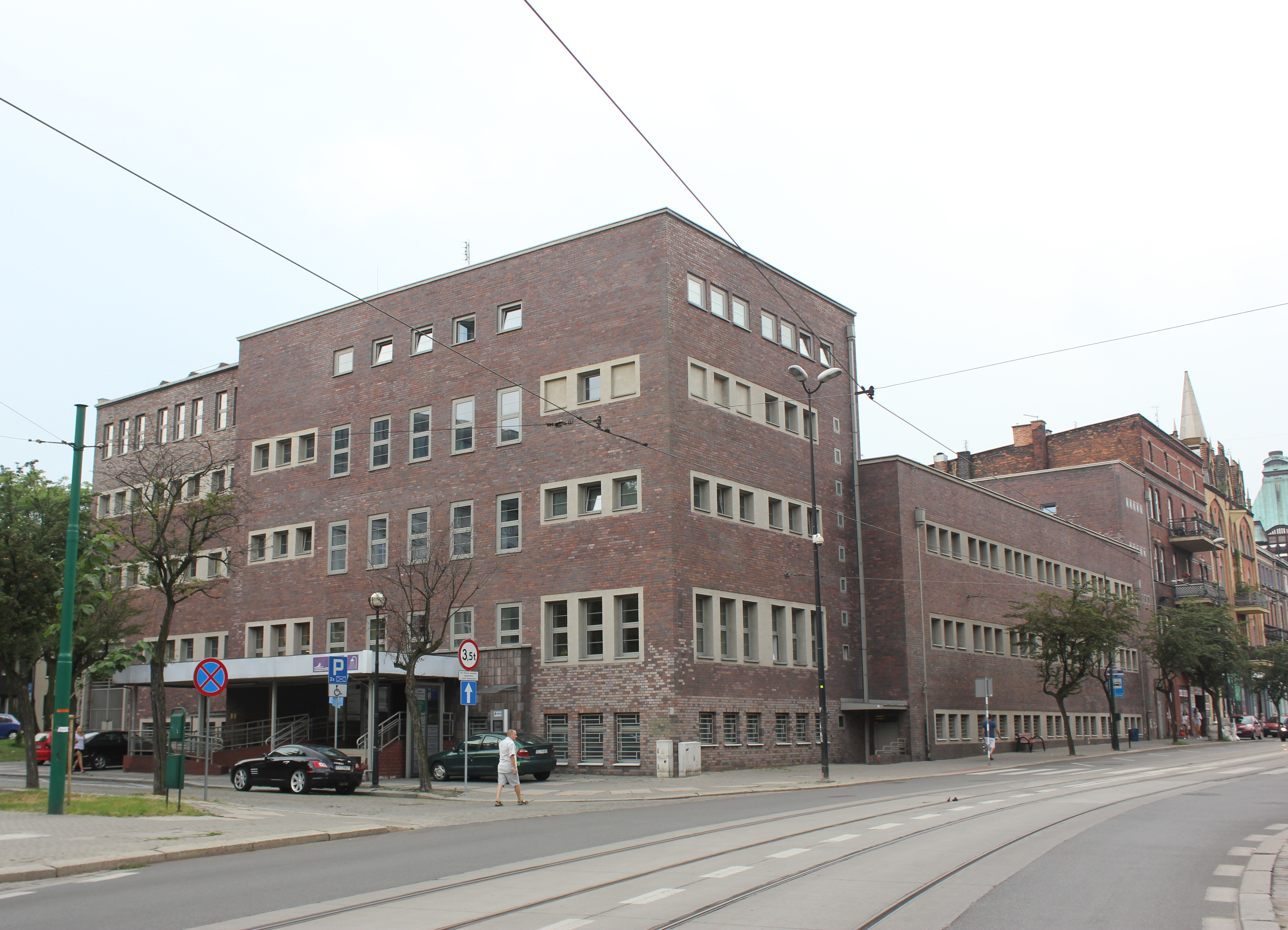
ZKR Aquarius (dawniej: Miejski Zakład Kąpielowy, pl. Krakowski 10)

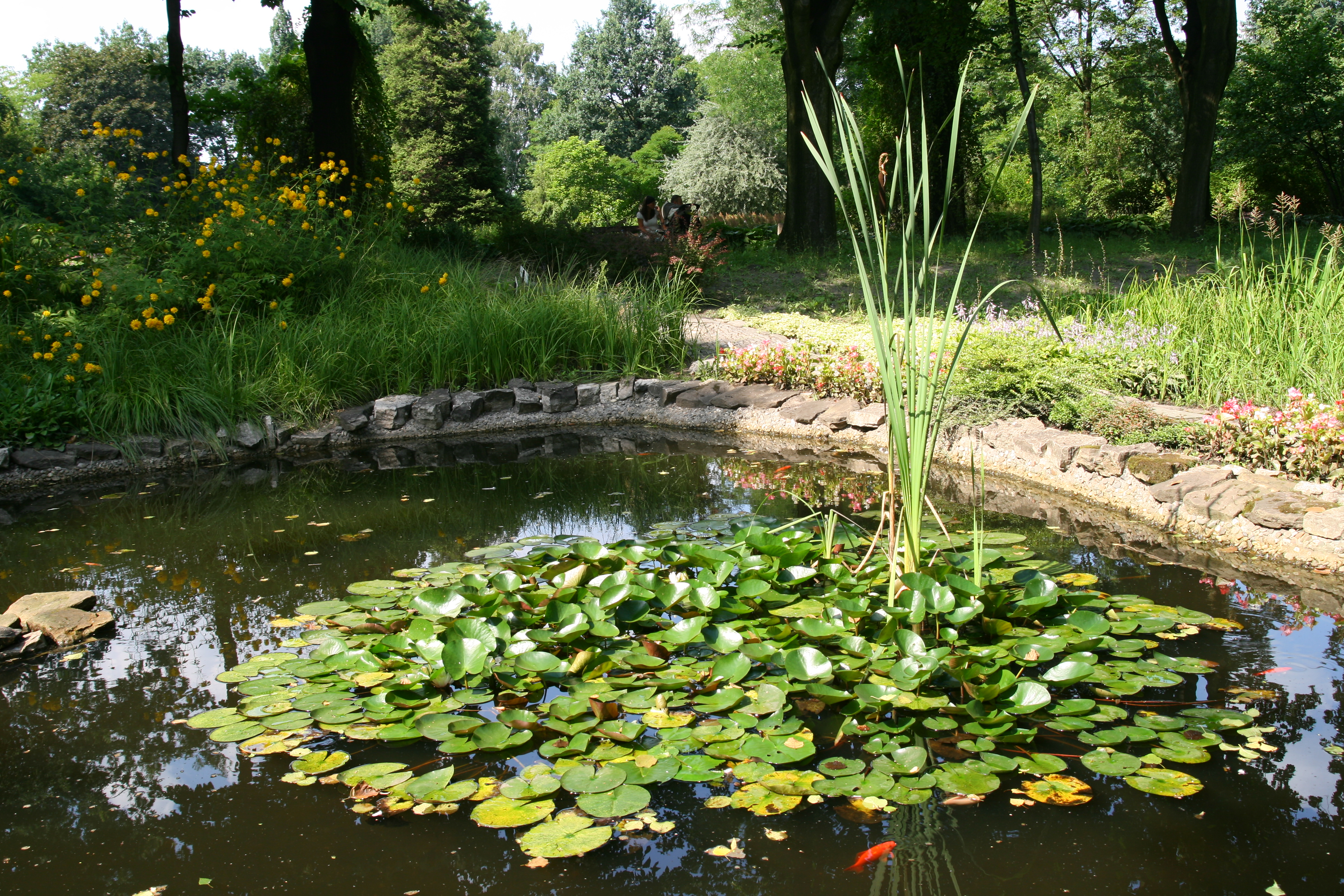
Miejski Ogród Botaniczny (ul. Piłsudskiego 60)

### Parki i ogrody

#### Parki miejskie
Źródło:
- Park Hutniczy (dawniej: Hüttenpark) w Zabrzu, zał. 1885
- Park Miejski (też: Park Dubiela, dawniej: Park im. Poległych Bohaterów, Stadtpark, Skagerrakpark), zał. 1924
- Park im. Rotmistrza Witolda Pileckiego (dawniej: Park im. Gen. K. Świerczewskiego, Steinhoffpark)
- Park Leśny im. Powstańców Śląskich (dawniej: Guidowald)
- Park im. Tadeusza Kościuszki
- Park Rodzinny
- Park im. J. Kuronia
- Park im. Jana Pawła II na Osiedlu Mikołaja Kopernika, zał. 2006
- Park przy ul. Krakowskiej (dawniej: Park przy ul. Findera) w Rokitnicy
- Park im. A. Hlonda w Kończycach

#### Inne parki
- Park Floriana (też: Braci Górniczej, dawniej: Wincentego Pstrowskiego) na Dorocie
- Park Hutniczy (dawniej: Hüttenpark) w Biskupicach (na Osiedlu Borsiga)[54][55]

#### Ogrody
- Miejski Ogród Botaniczny (ul. Piłsudskiego 10)

### Baseny
- Zabrzański Kompleks Rekreacji[56]
  - Aquarius (dawniej: Miejski Zakład Kąpielowy, pl. Krakowski 10)
  - Aquarius Kopernik (al. Korfantego 18)
- Kąpielisko Leśne MOSiR (Maciejów)[57]

### Siłownie
- ReShape Fitness (ul. Narutowicza 1)[58]
- Smart Gym Zabrze Arena (ul. Roosevelta 81)[59]
- Just Gym Zabrze (pl. Teatralny 12)[60]
- Xtreme Fitness Gyms Zabrze (al. Szczęście Ludwika 2b, Mikulczyce)[61]
- Fabryka Formy (Galeria Zabrze, ul. Wolności 273)

### Inne
- Staw Mikulczyce

## Turystyka
Przez Zabrze przebiegają szlaki turystyczne:
Znakowane:
- – Szlak Husarii Polskiej
- – Szlak Obrońców Polskiej Granicy
- – Szlak Okrężny Wokół Gliwic
- – Szlak im. Zygmunta Kleszczyńskiego

Pozostałe:
- – Szlak Zabytków Techniki
- – Szlak architektury drewnianej województwa śląskiego

## Sport
Zabrzańskie kluby sportowe:
- Górnik Zabrze
- Gwarek Zabrze – klub piłkarski, dwukrotny mistrz Polski juniorów starszych (2003 i 2006) oraz mistrz juniorów młodszych (2002), utworzony został 12 czerwca 1974, poza drużynami w ligach juniorskich klub posiada drużynę występującą w sezonie 2024/2025 w lidze okręgowej seniorów.
- Walka Zabrze
- Piast Pawłów
- Stal Zabrze
- Sparta Zabrze - klub piłkarski, posiadający drużyny w ligach juniorskich oraz drużynę występujący w lidze okręgowej seniorów.
- MKS Zabrze-Kończyce (Gazobudowa Zabrze) – klub piłkarski posiadający obecnie tylko zespoły młodzieżowe. Powstał w 1956 w Bytomiu pod nazwą „Lechia”. W 1958 klub przeniósł siedzibę do Zabrza i zmienił nazwę na Klub Sportowy „Gazobudowa”, a następnie został włączony do rozgrywek piłkarskiej C-klasy. Pierwsze mecze rozgrywane były na boisku „Linodrutu”, a następne na stadionie przy ul. Hagera w Zabrzu.
- UKS 14 Zabrze – uczniowski klub lekkoatletyczny z siedzibą w SP 14 w Zabrzu.
- KS Zabrze-Grzybowice (Społem Zabrze, do 1975 jako LZS Grzybowice[62]) – klub piłkarski grający obecnie w A-klasie
- MKS Zaborze – Młodzieżowy Klub Sportowy grający obecnie w A-klasie
- UKS Quo Vadis Makoszowy – uczniowski klub piłkarski grający obecnie w B-klasie
- KKS Zabrze – II-ligowy klub piłki nożnej kobiet, obecnie grający pod nazwą Górnik Zabrze
- MKS Zabrze – koszykówka młodzieżowa
- Studio Tańca „Szok”
- Zespół Taneczny „Mak”
- Górnik Zabrze – zespół piłki ręcznej znajdujący się obecnie w PGNiG Superlidze
- UKS Spartakus Zabrze – uczniowski klub sportowy; siatkówka i koszykówka
- MOSiR - Zabrze - młodzieżowa drużyna siatkówki, męska i żeńska.

## Wspólnoty wyznaniowe

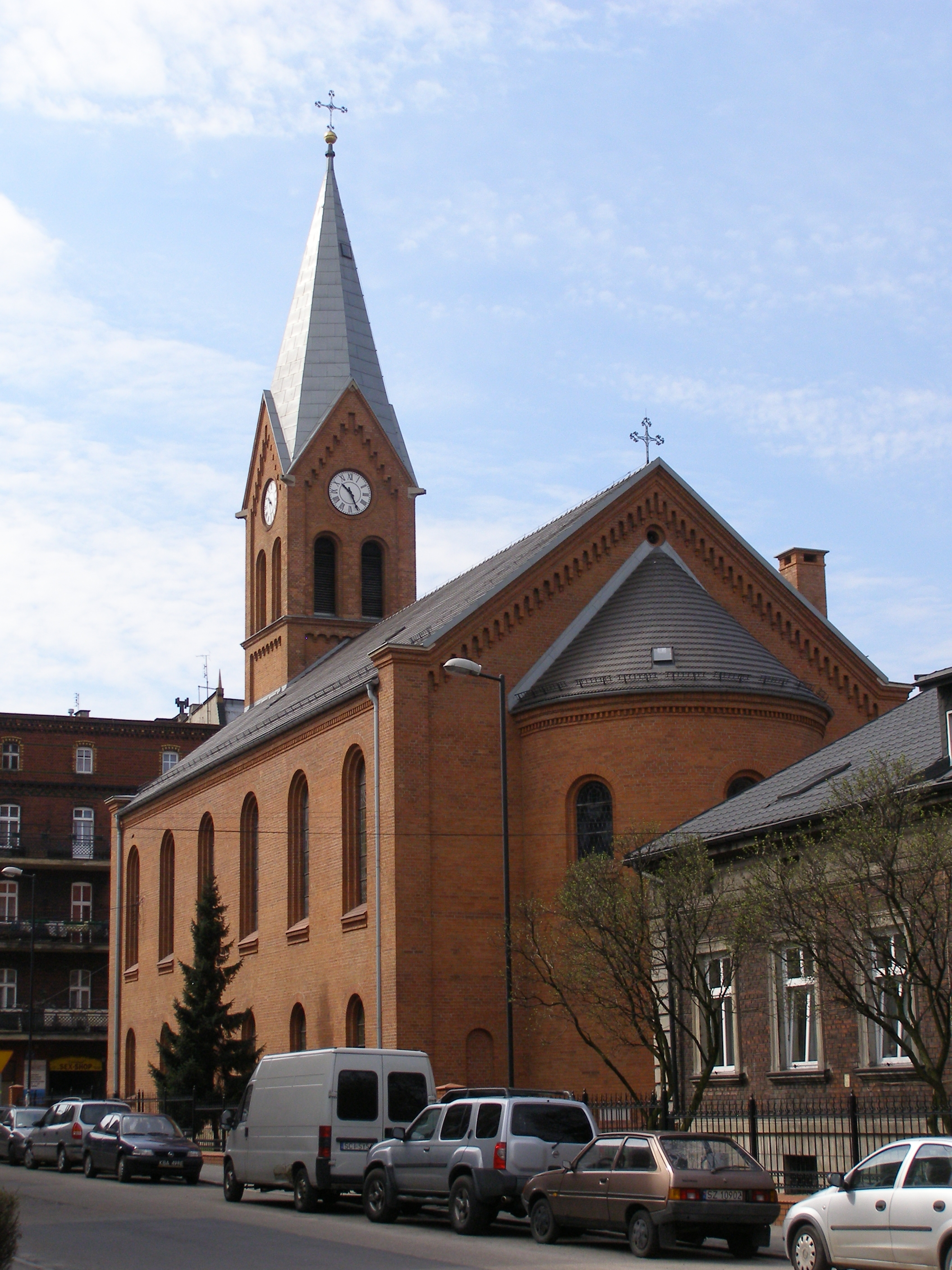
Kościół Pokoju w Zabrzu (ewangelicko-augsburski, ul. Lutra 2)

Na terenie Zabrza działalność religijną prowadzą następujące Kościoły i związki wyznaniowe:
- Chrześcijańska Wspólnota Ewangeliczna:
  - placówka w Zabrzu[63]
- Chrześcijańska Wspólnota Zielonoświątkowa
  - zbór w Zabrzu[64]
- Kościół Adwentystów Dnia Siódmego:
  - zbór w Zabrzu-Mikulczycach[65]
- Kościół Chrześcijan Baptystów:
  - Zbór Kościoła Chrześcijan Baptystów w Zabrzu[66]
- Kościół Ewangelicko-Augsburski (diecezja katowicka)[67]:
  - Parafia Ewangelicko-Augsburska w Zabrzu[67]:
    - Kościół Pokoju (ul. Lutra 2)[68]
    - Kościół ewangelicko-augsburski w Zabrzu-Mikulczycach (drewniany, ul. Brygadzistów 14)[69]
- Kościół rzymskokatolicki:
  - obszar miasta podzielony jest pomiędzy 19 parafii rzymskokatolickich należących do diecezji gliwickiej oraz 3 parafie archidiecezji katowickiej. W mieście znajdują się siedziby 2 dekanatów Zabrze oraz Zabrze-Mikulczyce, 3 parafie należą do dekanatu dekanatu Kochłowice, a jedna parafia należy do dekanatu Bytom-Miechowice.
- Kościół Wolnych Chrześcijan:
  - zbór w Zabrzu[70]
- Świadkowie Jehowy:
  - 10 zborów (Zabrze-Biskupice, Zabrze-Guido, Zabrze-Helenka, Zabrze-Mikulczyce, Zabrze-Południe, Zabrze-Północ, Zabrze-Rokietnica, Zabrze-Śródmieście, Zabrze-Wschód, Zabrze-Zachód) gromadzących się w trzech Salach Królestwa (ul. Jana Pyki 3A, ul. Rymera Józefa 38, ul. Żniwiarzy 2B)[71].

## Administracja

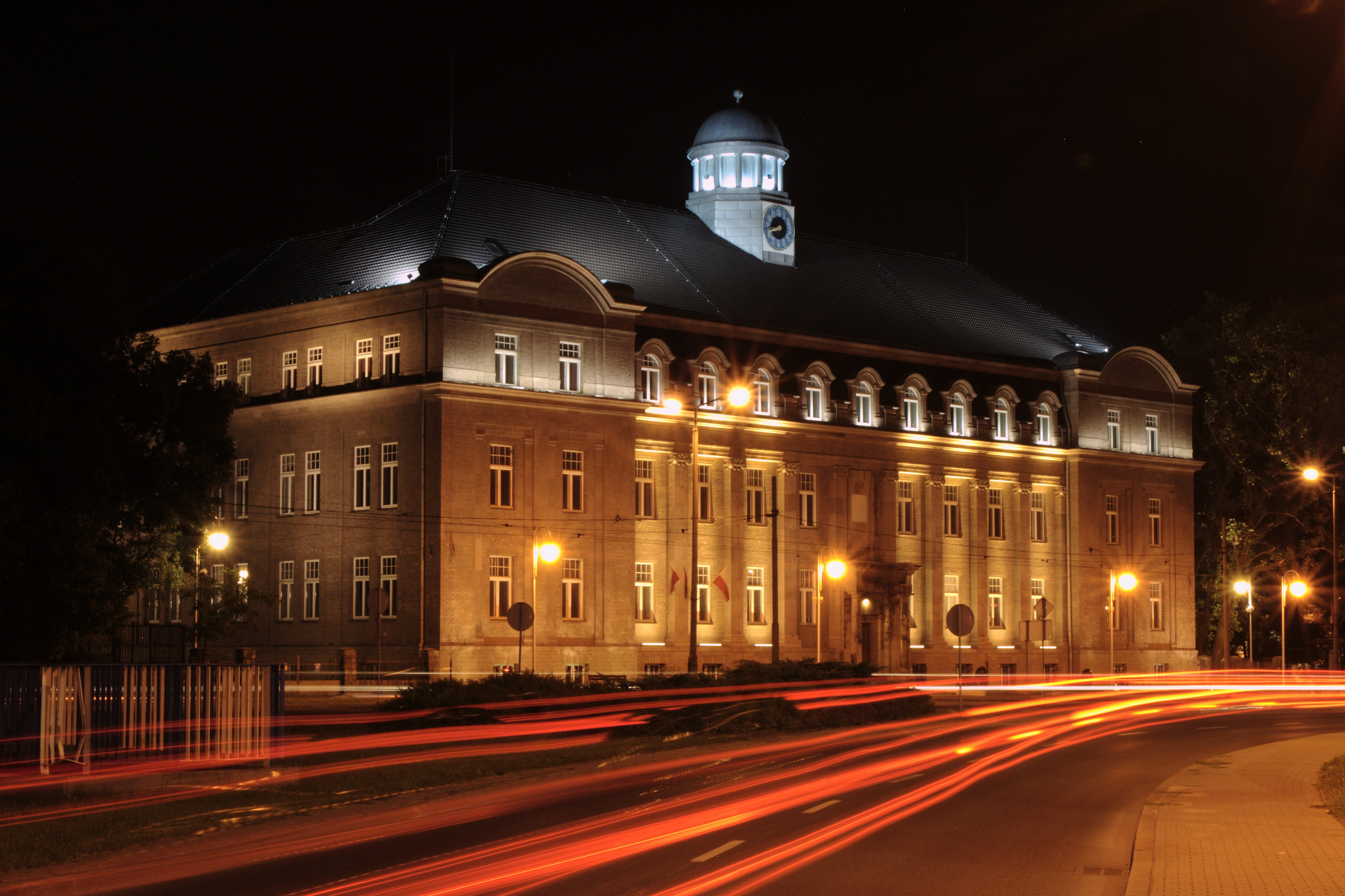
Urząd Miejski w Zabrzu – ratusz (dawna dyrekcja huty „Zabrze” / Huty Donnersmarcka, ul. Religi 1)

Zabrze jest miastem na prawach powiatu. Mieszkańcy wybierają do Rady Miejskiej w Zabrzu 25 radnych. Organem wykonawczym samorządu jest prezydent miasta, którym do maja 2025 była Agnieszka Rupniewska.

### Rada Miasta
| Kadencja  |     |    |    |     |     |     |     |     |    |     |     | Łącznie |
| Kadencja  | SLD | RZ | PO | SRP | SDZ | PiS | RDZ | MMS | LZ | K15 | ZIS | Łącznie |
| --------- | --- | -- | -- | --- | --- | --- | --- | --- | -- | --- | --- | ------- |
| 2002–2006 | 9   | 8  | 6  | 1   | 1   | –   | –   | –   | –  | –   | –   | 25      |
| 2006–2010 | 4   | –  | 8  | –   | 3   | 6   | 4   | –   | –  | –   | –   | 25      |
| 2010–2014 | 3   | –  | 7  | –   | –   | 3   | –   | 12  | –  | –   | –   | 25      |
| 2014–2018 | 1   | –  | 7  | –   | –   | 5   | –   | 12  | –  | –   | –   | 25      |
| 2018–2024 | –   | –  | 9  | –   | –   | 5   | –   | 7   | 3  | 1   | –   | 25      |
| 2024–2029 | –   | –  | 11 | –   | –   | 4   | –   | 4   | 5  | –   | 1   | 25      |

Uwagi
1. ↑  p.o.
2. ↑  Ugrupowanie startowało w ramach Koalicyjnego Komitetu Wyborczego Sojusz Lewicy Demokratycznej – Unia Pracy.
3. ↑  Ugrupowanie startowało w ramach Koalicyjnego Komitetu Wyborczego Lewica i Demokraci.
4. ↑  Ugrupowanie startowało w ramach Koalicyjnego Komitetu Wyborczego SLD Lewica Razem.
5. 1 2  Ugrupowanie startowało w ramach Koalicyjnego Komitetu Wyborczego Koalicja Obywatelska.

Miasto jest członkiem: Górnośląskiego Związku Metropolitalnego, Śląskiego Związku Gmin i Powiatów i Związku Miast Polskich.

## Zanieczyszczenie środowiska
Według raportu Światowej Organizacji Zdrowia w 2016 Zabrze zostało sklasyfikowane jako osiemnaste najbardziej zanieczyszczone miasto Unii Europejskiej.

## Miasta partnerskie
Lista miast partnerskich i zaprzyjaźnionych z Zabrzem:
| - – Sangerhausen, Niemcy (1983) - – Seclin, Francja (1987) - – Lund, Szwecja (1990) - – Trnawa, Słowacja (15 grudnia 1995) | - – Równe, Ukraina (25 stycznia 2001) - – Zahla, Liban (8 października 2007) - – Rotherham, Wielka Brytania (2007) - – Essen, Niemcy (2015) - Rovereto, Włochy (2020) |

Po rosyjskiej agresji na Ukrainę w 2022 miasto zerwało nawiązaną w 1998 współpracę z rosyjskim Królewcem.

## Sąsiednie gminy
Bytom, Gierałtowice, Gliwice, Ruda Śląska, Zbrosławice